# Église de la Madeleine
Pour les articles homonymes, voir église de la Madeleine (homonymie) et Madeleine.
L’église de la  Madeleine se situe sur la place de la Madeleine dans le 8e arrondissement de Paris. Elle constitue une parfaite illustration du style architectural néoclassique avec son portique octostyle.
Sa construction s'est étalée sur 80 ans en raison des troubles politiques en France à la fin du XVIIIe siècle et au début du XIXe siècle. Les changements politiques de l'époque en firent modifier à plusieurs reprises la destination et les plans. Conçu par Napoléon Ier comme un temple grec dédié à la gloire de sa Grande Armée en 1806, le bâtiment faillit être transformé en 1837 en gare ferroviaire, la première de Paris, avant de devenir une église en 1845. L'édifice a une longueur de 108 mètres, une largeur de 43 mètres, une hauteur de 30 mètres et est ceinturé par 52 colonnes corinthiennes.

## Historique

### La prise de décision de construire l'église de la Madeleine
Après l'annexion du faubourg de la Ville l'Évêque à Paris, en 1722, l'ancienne église de la Madeleine qui le desservait apparaît trop exiguë. Il est donc décidé de construire une nouvelle église sur un nouveau site. L'article 6 des lettres-patentes du 21 juin 1757 permet aux prévôt des marchands et échevins « d'acquérir tous les terreins et bàtimens appartenant à des particuliers qui pourront leur être nécessaires, soit pour la formation des nouvelles rues, soit pour les constructions des bàtimens compris dans l'enceinte marquée sur le plan, tant depuis la place, jusqu'à la rue Saint Honoré, et à celle du faubourg, que par delà les dites rues, en prolongeant la rue Royale jusqu'à l'emplacement sur lequel doit être construite une nouvelle église pour la paroisse de la Madeleine, entre l'extrémité du rempart et la rue de Chevilly ».
Le projet de construction de l'église s'insère donc dans un projet urbain plus vaste. Alors qu'on arrêtait, selon le parti proposé par l'architecte Ange-Jacques Gabriel, l'aménagement de la nouvelle place Louis XV, on décide d'édifier le nouvel édifice 175 mètres plus au sud-est de l'ancien, dans l'axe transversal de la nouvelle place, à l'extrémité de la future rue Royale, sur un terrain occupé par l'hôtel de Chevilly.
En 1790, l'ancienne église de la Madeleine est désaffectée. Sous Napoléon Bonaparte, la paroisse de la Madeleine de la Ville l'Évêque est transférée dans l'église Notre-Dame-de-l'Assomption, avant d'être définitivement transférée dans l'église de la Madeleine actuelle à la fin des travaux de celle-ci.

### Projet de Contant d'Ivry

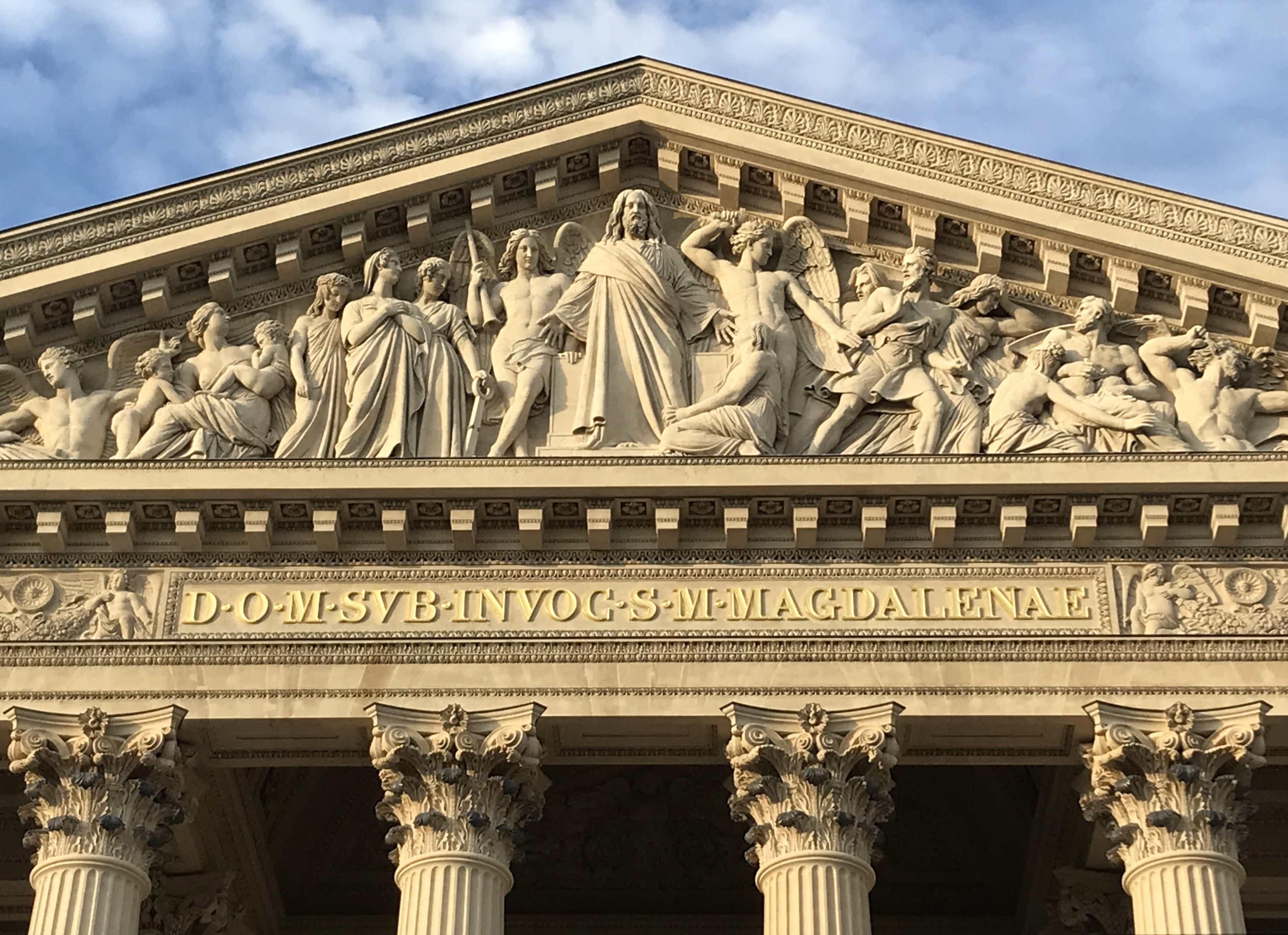
Fronton sur lequel est écrit en latin « D⸱O⸱M⸱SVB⸱INVOC⸱S⸱M⸱MAGDALENAE » (« Deo Optimo Maximo sub invocatione Sanctae Mariae Magdalenae ») signifie « Au Dieu très bon et très grand, sous l'invocation de sainte Marie-Madeleine ».

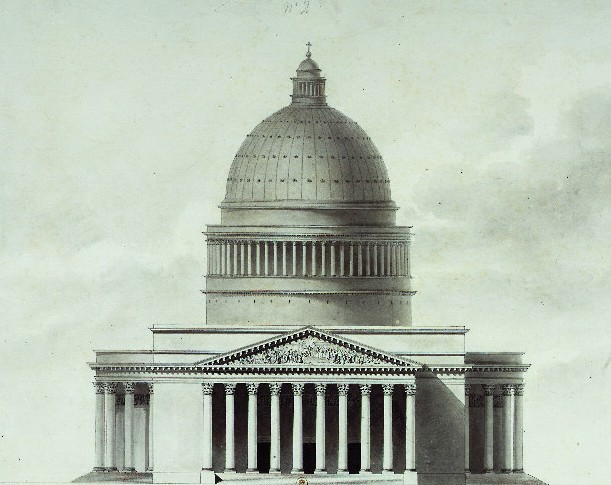
Le projet d'Étienne-Louis Boullée
Projet de l'église de la Madeleine assujetti aux fondations de l'ancien architecte, élévation.

Les plans de la nouvelle église de la Madeleine furent commandés en 1757 à Pierre Contant d'Ivry (1698-1777), architecte du duc d'Orléans. Il proposa un édifice en forme de croix latine surmonté par un petit dôme dont le projet fut approuvé formellement en 1764.
La première pierre avait été posée par le roi Louis XV en personne, le 3 août 1763. Les fondations étaient creusées et le soubassement commençait à s'élever lorsque Pierre Contant d'Ivry mourut en 1777. Étienne-Louis Boullée imagina un nouveau projet respectant les fondations déjà établies, mais Contant d'Ivry fut en définitive remplacé par un de ses élèves Guillaume-Martin Couture dit « le Jeune », qui remania complètement le parti de son prédécesseur et, en s'inspirant du projet de Jacques-Germain Soufflot pour l'église Sainte-Geneviève, proposa une église en forme de croix grecque, surmontée d'un dôme plus vaste, et précédée d'un portique péristyle d'ordre corinthien.
Lorsqu'éclata la Révolution française, les fûts des colonnes de la Madeleine s'élevaient jusqu'à la hauteur des chapiteaux, comme le montre un dessin représentant la cérémonie funèbre en l'honneur de Jacques-Guillaume Simonneau, maire d'Étampes, le 3 juin 1792. Mais la période était peu propice à la construction d'églises, et les travaux furent complètement arrêtés sur décret de l'Assemblée nationale, le 30 décembre 1791. La direction des Bâtiments loua alors les sous-sols à un marchand de vin (1794) et diverses parcelles de l'enclos à des artisans.
Sous le Consulat (1799-1804), les travaux restèrent en suspens.

### Hésitations révolutionnaires et projets de Vignon

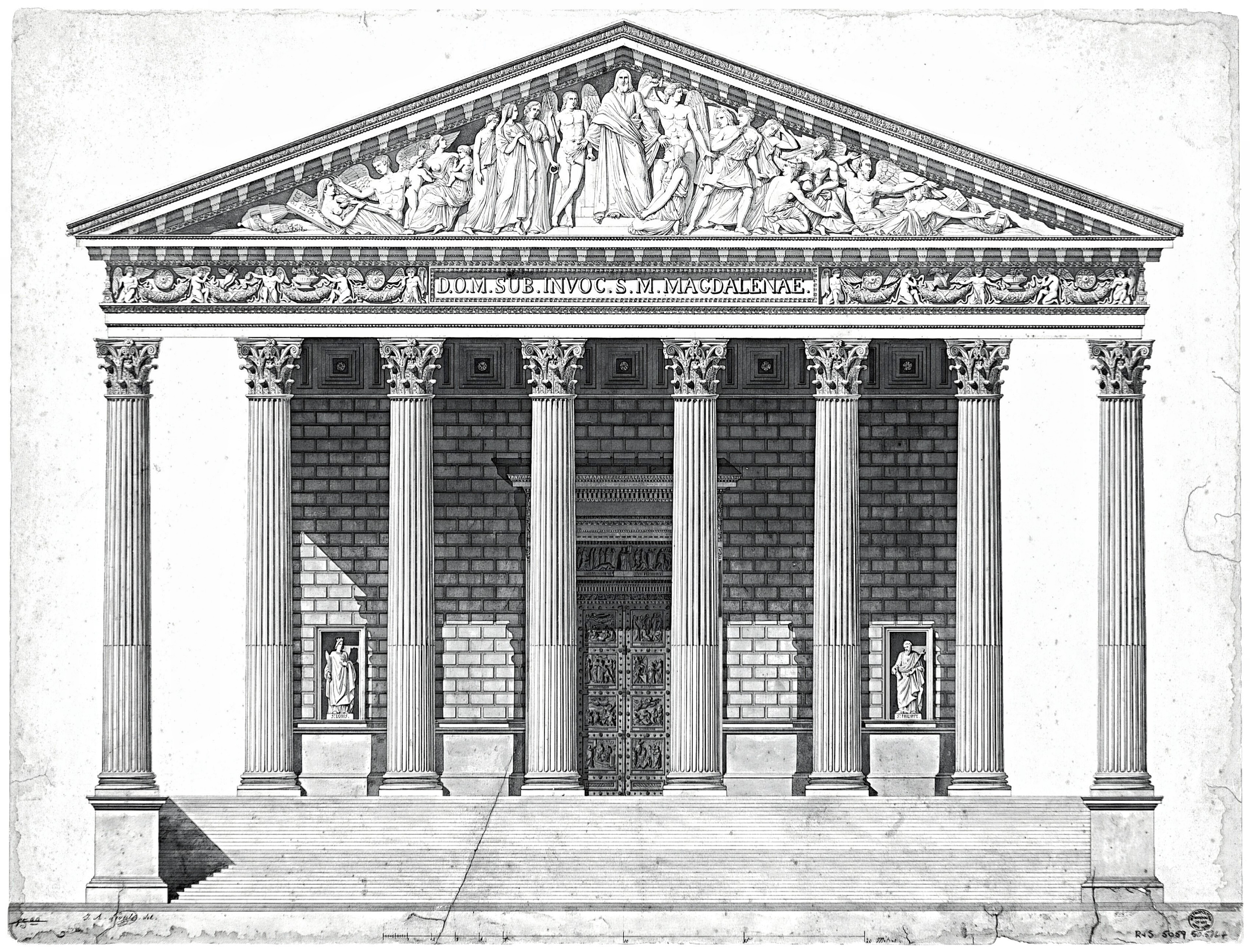
Dessin de la façade de Vignon.

De nombreux architectes avaient proposé des projets pour l'achèvement de l'édifice. Jacques-Guillaume Legrand et Jacques Molinos avaient imaginé de l'inclure dans un immense palais destiné à abriter la Convention nationale : la salle des séances aurait été logée dans le chœur tandis qu'un vaste bâtiment circulaire aurait abrité les bureaux. Guy de Gisors proposa vers 1798-1799, d'y installer la Bibliothèque nationale ou l'Opéra.
Un décret impérial du 21 février 1806 affecta l'ensemble immobilier à la Banque de France, au Tribunal de commerce et à la Bourse de Paris. L'architecte Pierre-Alexandre Vignon (1763-1828) fut chargé de dresser les plans du nouvel édifice, mais le projet fut abandonné sur les instances des banquiers et des commerçants, qui jugeaient l'emplacement trop éloigné du quartier des affaires.

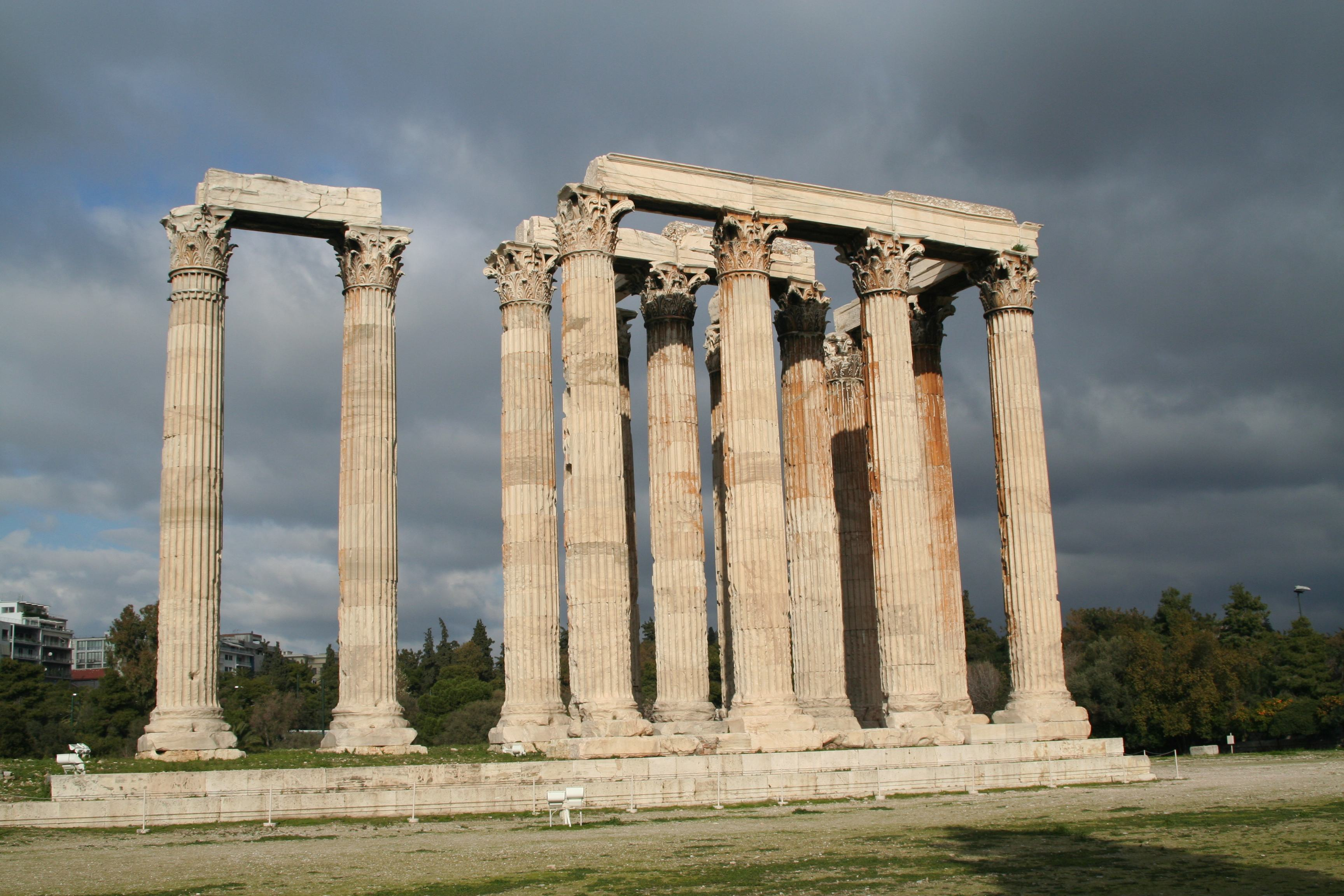
L'Olympiéion à Athènes.

En définitive, le 2 décembre 1806, au camp de Poznań en Pologne, l'Empereur Napoléon Ier signait un décret pour l'édification d'un temple à la gloire des Armées françaises. Selon l'exposé des motifs : « Le Monument dont l'Empereur vous appelle aujourd'hui à tracer le projet sera le plus auguste, le plus imposant de tous ceux que sa vaste imagination a conçus et que son activité prodigieuse sait faire exécuter. C'est la récompense que le vainqueur des Rois et des Peuples, le fondateur des empires, décerne à son armée victorieuse sous ses ordres et par son génie. La postérité dira : il fit des héros et sut récompenser l'héroïsme. [...] À l'intérieur du monument, les noms de tous les combattants d'Ulm, d'Austerlitz et d'Iéna seront inscrits sur des tables de marbre, les noms des morts sur des tables d'or massif, les noms des départements avec le chiffre de leur contingent sur des tables d'argent. »
Un concours fut lancé auquel participèrent quatre-vingts artistes. Le projet de l'architecte Pierre-Alexandre Vignon fut retenu par l'Empereur lui-même, contre l'avis de l'Académie impériale : un temple périptère, retour à l'antiquité, inspiré de l'architecture gréco-romaine. La Madeleine est quasiment, pour ce qui est de l'aspect extérieur, une restitution de l'Olympieion à Athènes, les colonnes de la Madeleine étant légèrement plus hautes (20 contre 17,25 m, à comparer avec un édifice très proche, la Cour suprême des États-Unis).

### Construction par Vignon et Huvé

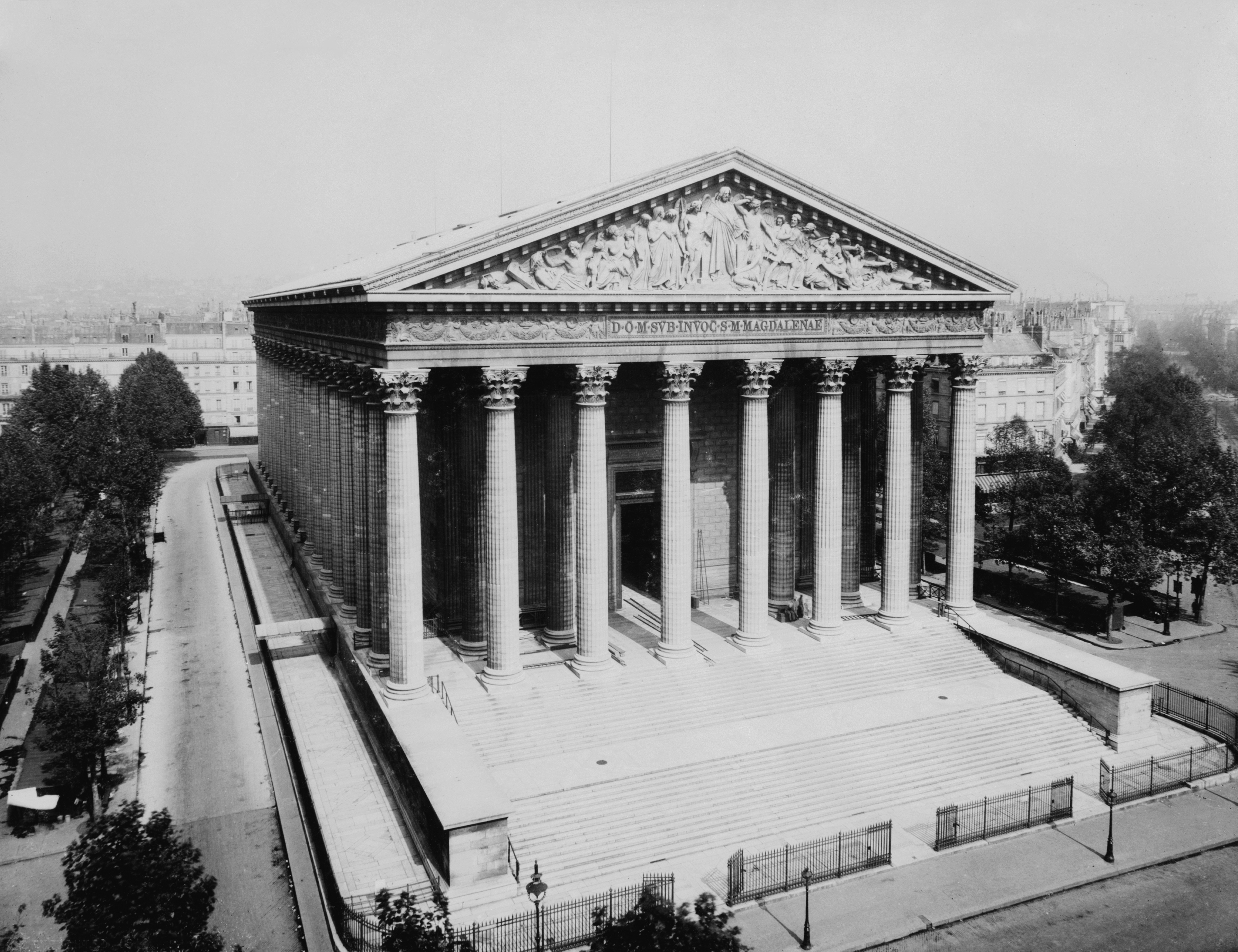
La Madeleine au début des années 1910.

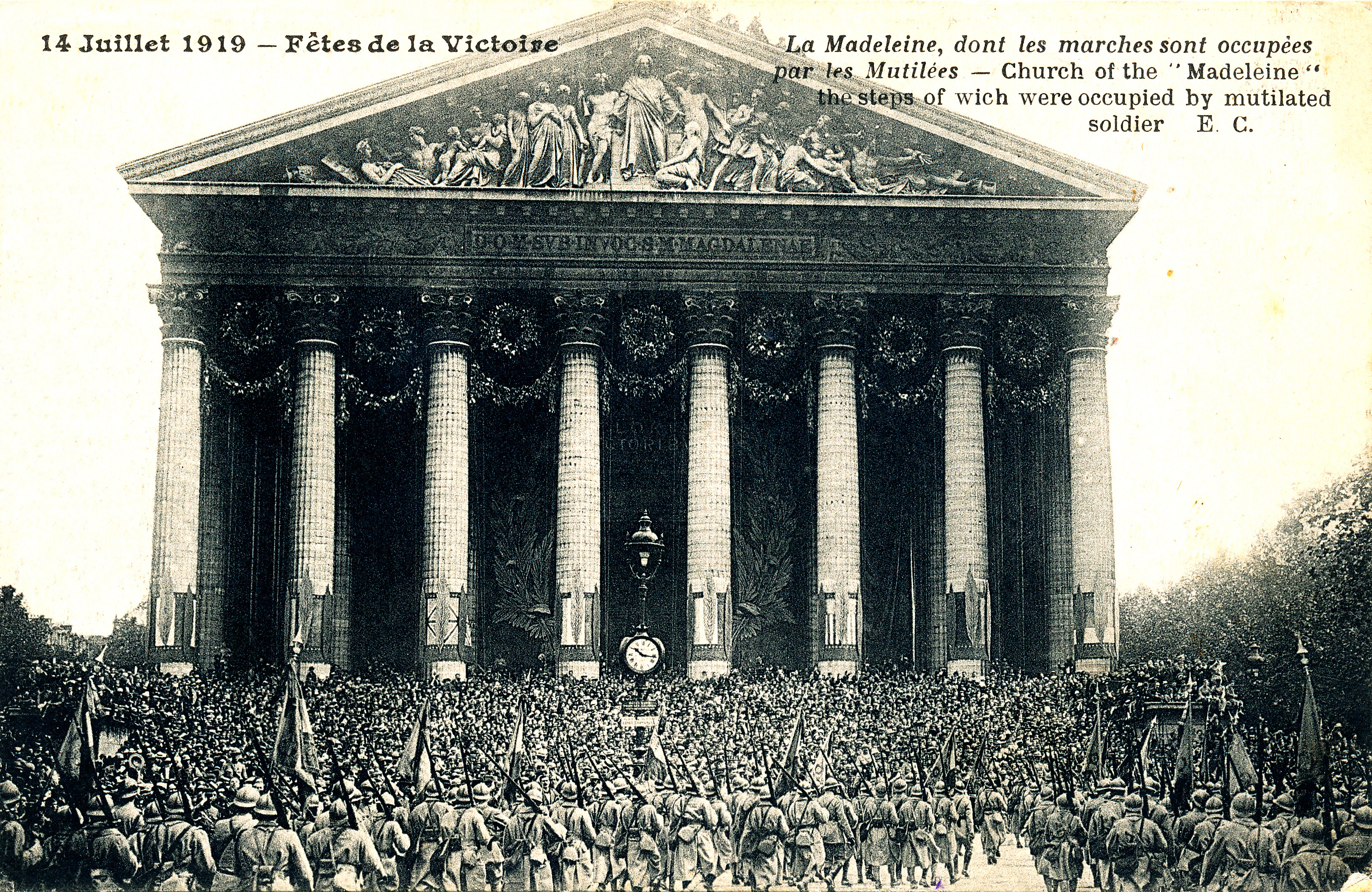
La Madeleine le 14 juillet 1919 lors des célébrations des fêtes de la victoire.

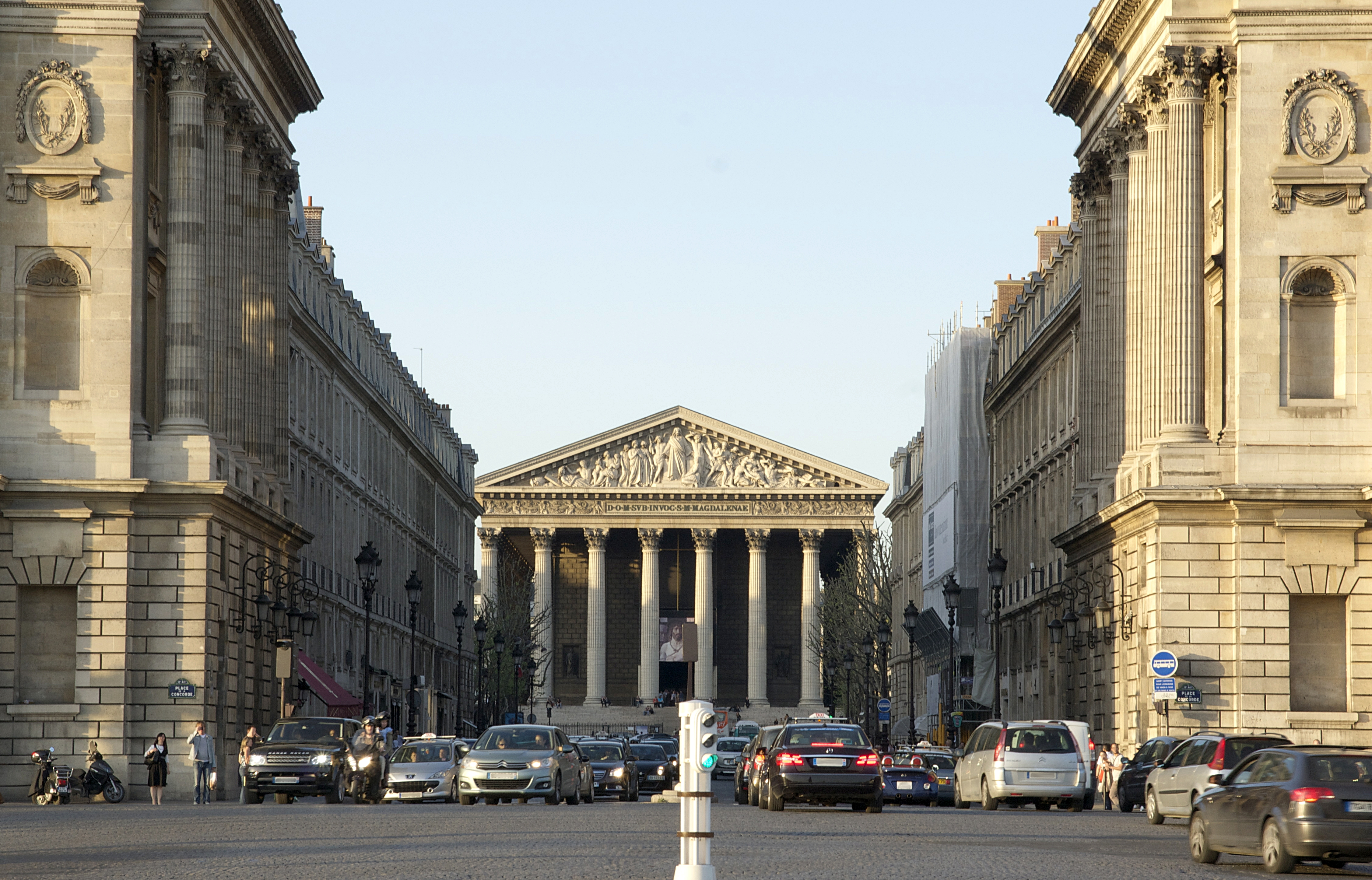
Façade sud depuis la rue Royale. L'aménagement d'une longue perspective alignant la rue Royale, dont les façades strictement uniformes servent de décor neutre au monument, avec la façade de l'église depuis la place de la Concorde fait l'objet d'une ordonnance royale en 1824.

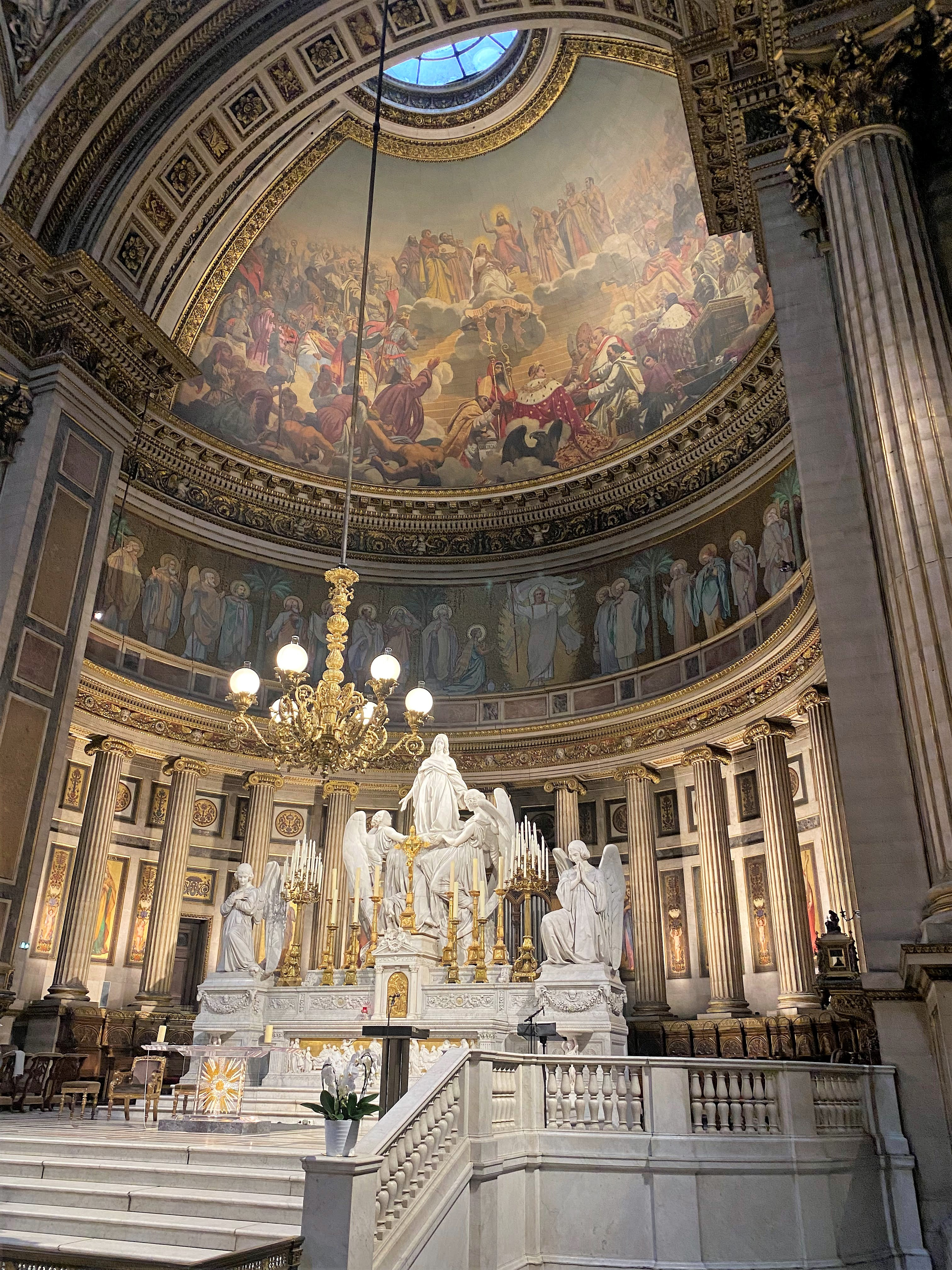
Le chœur et l'autel.

Peu après, on démolit tout ce qui avait été édifié sur les plans de Couture et les travaux progressèrent rapidement jusqu'en 1811, date à laquelle ils durent être arrêtés faute d'argent. Après la campagne de Russie de 1812, Napoléon renonça au temple de la Gloire, et revint au projet primitif d'une église : « Que ferons-nous du temple de la Gloire ? dit-il à Montalivet. Nos grandes idées sur tout cela sont bien changées… C'est aux prêtres qu'il faut donner nos temples à garder : ils s'entendent mieux que nous à faire des cérémonies et à conserver un culte. Que le Temple de la Gloire soit désormais une Église : c'est le moyen d'achever et de conserver ce monument. »
Lorsque les Bourbons retrouvèrent leur trône, les travaux étaient bien avancés : les fondations étaient terminées, le soubassement avait été mis en place, les colonnes dressées et les murs latéraux commençaient à s'élever ; il restait à couvrir l'édifice et à le décorer. Le roi Louis XVIII avait ordonné en août 1816 que la nouvelle église serait un monument expiatoire à la mémoire de Louis XVI, de la reine Marie-Antoinette et de Madame Élisabeth. Cette vocation ne devait se traduire que dans le décor de l'édifice et n'altéra donc pas le plan d'ensemble. Mais les fonds manquaient, et Louis XVIII finit par faire édifier à proximité, sur sa cassette personnelle, la chapelle expiatoire. Dans ce contexte, Vignon, responsable des travaux, ne put guère faire progresser le chantier et mourut en 1828 sans l'avoir mené à terme.
Il fut remplacé par son collaborateur Jean-Jacques-Marie Huvé qui parvint enfin à faire accélérer les travaux lorsque survint la Révolution de 1830. Pour Louis Philippe, fils de régicide, il n'était évidemment pas question de poursuivre le programme de la branche aînée des Bourbons. Après avoir un instant envisagé de transformer le bâtiment en gare ferroviaire, il confirma sa destination d'église, mais décida qu'elle n'aurait qu'un caractère paroissial. La décoration intérieure fut conçue par Huvé en s'inspirant du volume du frigidarium des thermes antiques (les thermes de Caracalla venant d'être relevés par A. Blouet, pensionnaire à la Villa Médicis en 1826), et de la décoration polychrome du Panthéon de Rome. Sous tutelle d'une commission composée du directeur des Travaux de Paris, d'académiciens et de hauts-fonctionnaires (Préfet de la Seine), Huvé se voyait assez limité dans sa marge de manœuvre. Il déplora notamment le choix fait par la commission de remplir les six lunettes de la nef, destinées à apporter la lumière nécessaire, pour les remplacer par des jours percés dans les trois coupoles. Il a laissé des dessins de l'église, dans cette première idée, où la lumière baigne l'intérieur et magnifie sa décoration de marbres polychromes.
Huvé eut à achever ce qui fut en son temps le plus important chantier d'architecture religieuse, mobilisant quantité d'artistes de l'époque, et faisant de l'édifice l'un des plus grands chantiers romantiques. Y travaillèrent notamment les peintres Abel de Pujol, François Bouchot, Léon Cogniet, Auguste Couder, Paul Delaroche, Victor Schnetz, Emile Signol, Jules-Claude Ziegler, les sculpteurs  Antoine Étex, Henri Lemaire, Carlo Marochetti, James Pradier, François Rude, Henry de Triqueti, etc.
Le fronton, œuvre du sculpteur Philippe Joseph Henri Lemaire, représentant Le Jugement dernier , fut réalisé en 1833. La loi de 1834 dégageant un crédit de 6 millions pour des chantiers d'utilité publique afin de résorber le chômage permit d'achever les travaux en 1842. Le culte est transféré dans la nouvelle église par la loi du 20 mars 1842.
L'église fut consacrée le 9 octobre 1845 par Mgr Affre, archevêque de Paris.

## Restauration extérieure et intérieure

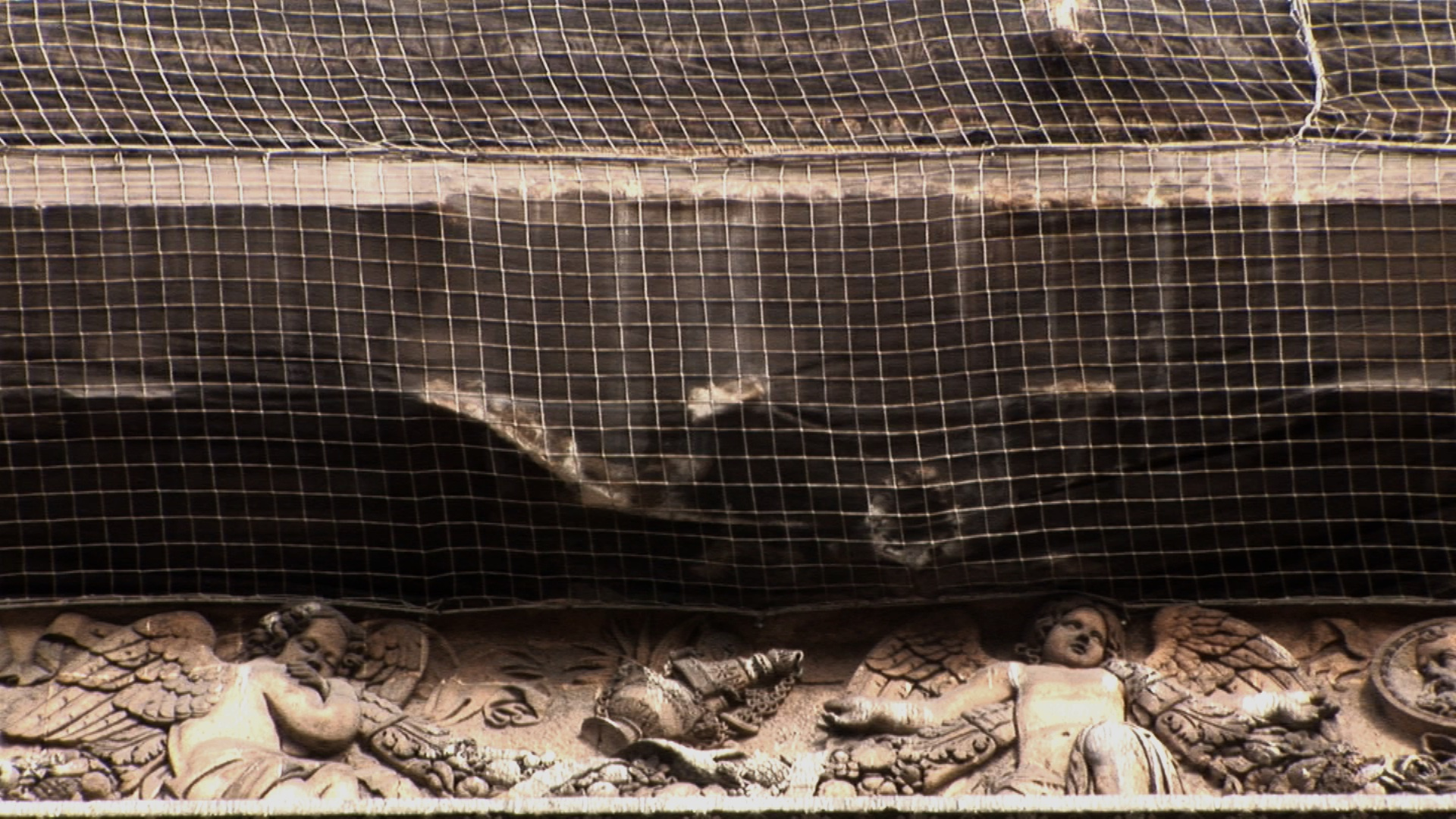
Filet de protection sur la corniche Est de la Madeleine pour éviter la chute de pierres.

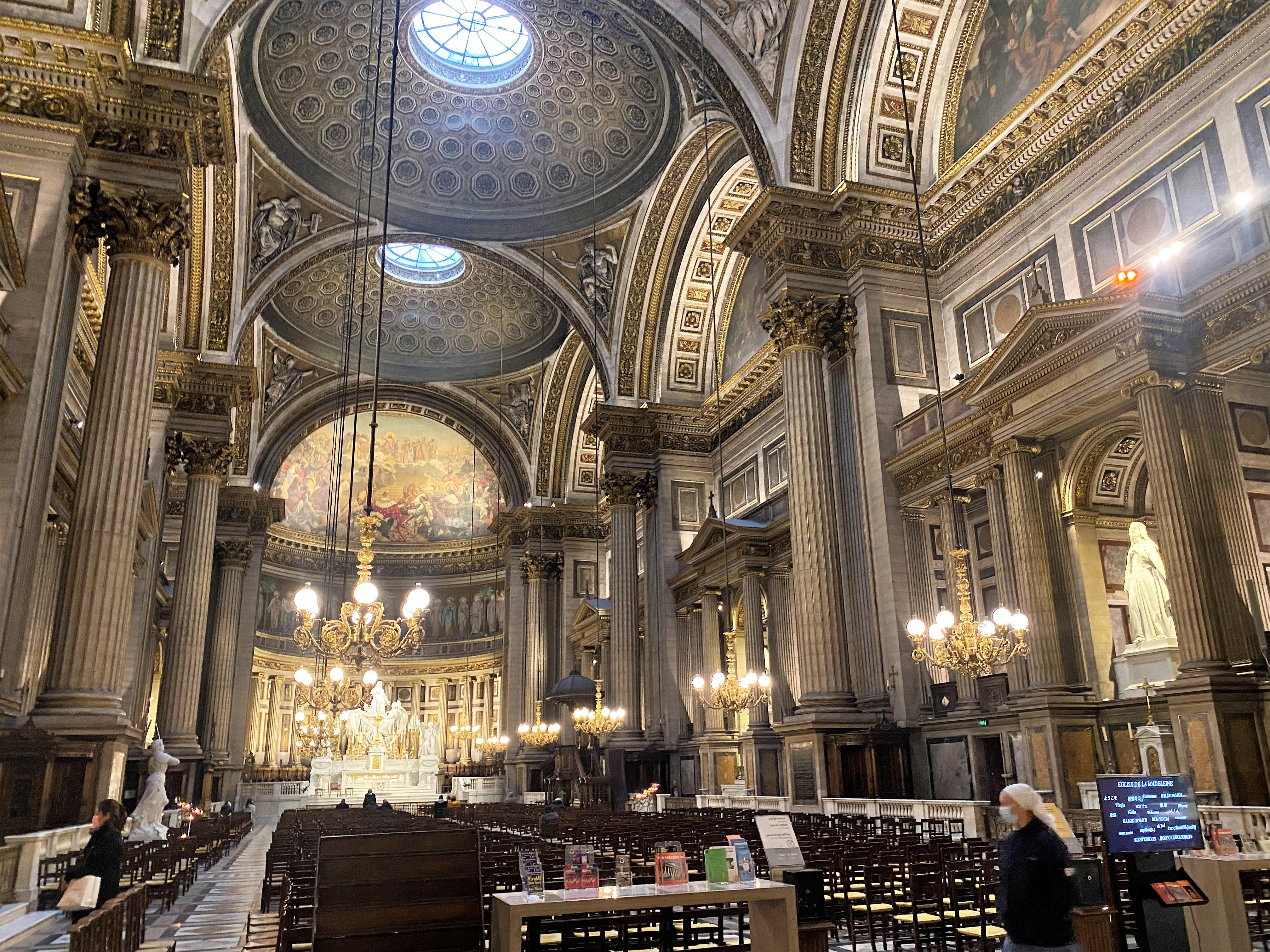
Intérieur de l'église.

Plus d'un siècle et demi après sa construction, la Madeleine nécessite d’importants travaux de restauration.
De graves désordres structurels imposent une reprise en profondeur du bâtiment ; des échafaudages soutiennent la Madeleine depuis 1998 et des filets protègent ses visiteurs de possibles chutes de pierres. L'édifice est l'objet depuis 2011 d’un arrêté de péril de la préfecture de police.
La pollution tant extérieure qu’intérieure a recouvert les statues, décors sculptés et peintures d’une couche de poussière noirâtre et grasse. Les nombreuses œuvres romantiques — réalisées par plus de 60 sculpteurs, peintres, mosaïstes, fondeurs et orfèvres parmi les plus renommés du XIXe siècle — nécessitent une restauration.
La Fondation Avenir du Patrimoine à Paris a créé en 2015 un fonds destiné à la Madeleine afin de permettre à tous ceux qui sont attachés à la préservation de ce patrimoine architectural et artistique de contribuer financièrement à sa restauration progressive. En 2021, la Mairie de Paris engage dix millions d'euros dans la restauration de la façade donnant sur la rue Royale, dont une colonne a servi à tester diverses méthodes durant les deux années précédentes, pour un montant de 300 000 euros. Elle « a révélé une complexité inattendue avec la présence de structures métalliques dans la pierre ». Le coût total des travaux requis pour une éventuelle restauration de l'ensemble de l'édifice est estimé à 80 millions d'euros selon Le Parisien.
La rénovation des lustres, financée par des dons privés, prend fin début 2023.

## Orgues

### Le grand orgue

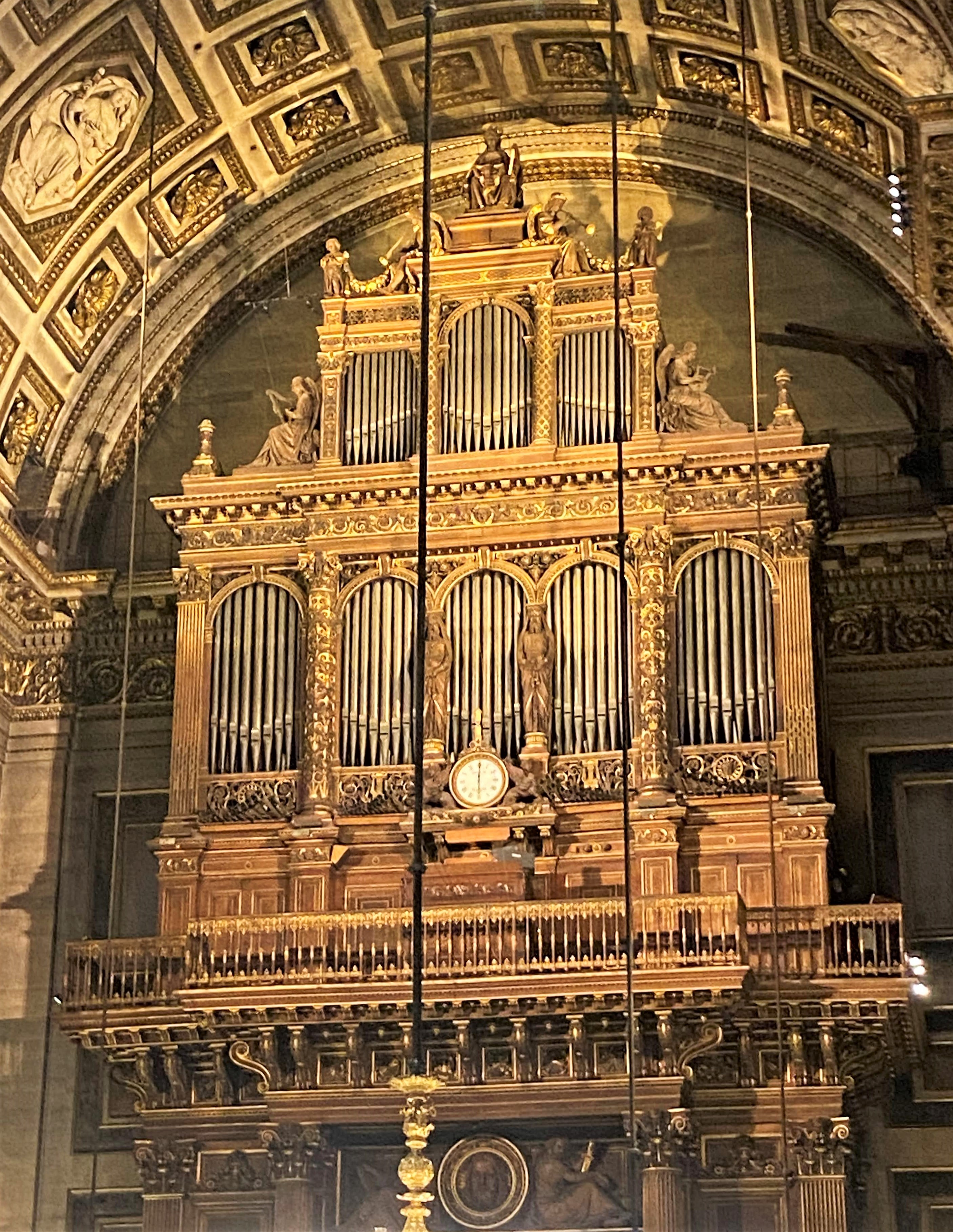
Grand orgue de l'église de la Madeleine.

Le grand orgue a été construit par Aristide Cavaillé-Coll en 1846, et a connu, depuis, plusieurs modifications. Il possède aujourd'hui quatre claviers et un pédalier, pour 60 jeux.
L'actuel titulaire est François-Henri Houbart.

### L'orgue de chœur

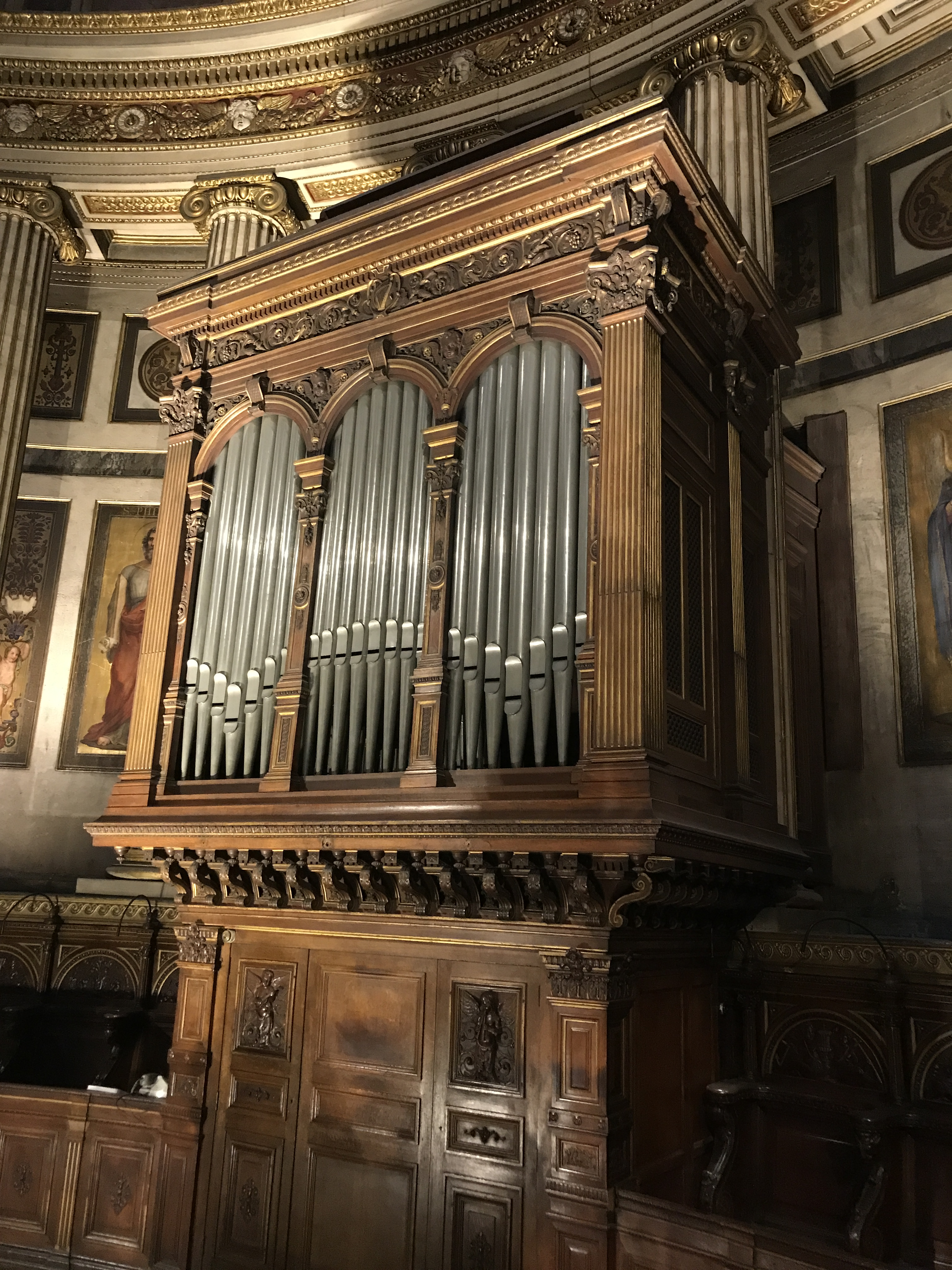
L'orgue de chœur.

Orgue Cavaillé-Coll (1843) 2 claviers de 56 notes et pédalier de 32 notes ; transmissions électriques ; 20 jeux.
À sa construction (antérieure à celle du grand orgue) cet instrument comportait dix jeux répartis sur deux claviers et pédalier. Il a subi plusieurs transformations :
- Cavaillé-Coll (1848)
- Cavaillé-Coll (1897)
- Gonzalez après la première guerre mondiale
- Gonzalez (1976) : l'orgue a été entièrement électrifié et doté d'une console mobile
- Bernard Dargassies (1996)

#### Composition de l'orgue de chœur
| I. Grand orgue 56 notes - Do à Sol                                                                         | II. Positif 56 notes - Do à Sol | Pédale 32 notes - Do à Sol         |
| --- | --- | ---------------------------------- |
| Bourdon 16' Montre 8' Bourdon harmonique 8' Prestant 4' Nazard 2 2/3' Doublette 2' Tierce 1 3/5' Plein jeu | Principal 8 ' Cor de nuit 8' Voix céleste 8' Flûte octaviante 4' Octavin 2' Plein jeu harmonique Trompette 8' Basson-hautbois 8' Clairon 4' Trémolo | Soubasse 16' Bourdon 8' Bourdon 4' |

#### Titulaires de l'orgue de chœur
- Pierre-Louis Dietsch (1850-1850)
- François Vauthrot (1850-1851)
- François Manson (1852-1895)
- Achille Runner (1895-1904)
- Achille Philip (1904-1913)
- Georges Kriéger (1913-1914)
- André Simon (1925-1944)
- Jean Villetard (1944-1989)
- Philippe Brandeis (1989-1994)
- Éric Leroy (1994-2001)
- Michel Geoffroy (depuis 2001)

### Maîtres de chapelle
- M.Peters (1842-1844)
- Hyacinthe Trevaux (1844-1850)
- Pierre-Louis Dietsch (1850-1865)
- Hyacinthe Trevaux (1865-1868)
- Théodore Dubois (1868-1877)
- Gabriel Fauré (1877-1896)
- Auguste Chérion (1896-1904)
- Achille Runner (1904-1938)
- Guy Perno (1965-1967)
- Joachim Havard de la Montagne (1967-1996)
- Philippe Mazé (1996-2015)

## Funérailles de personnalités
- Frédéric Chopin en 1849
- Jacques Offenbach en 1880
- Pierre II (empereur du Brésil) en 1891
- Charles Gounod en 1893 (obsèques nationales[9])
- Camille Saint-Saëns en 1921
- Gabriel Fauré en 1924 (obsèques nationales[10])
- Reynaldo Hahn en 1947
- Mistinguett en 1956
- Coco Chanel en 1971
- Joséphine Baker en 1975
- Tino Rossi en 1983
- Thierry Le Luron en 1986
- Dalida en 1987
- Marlene Dietrich en 1992
- Charles Trenet en 2001
- Gilbert Bécaud en 2001
- Daniel Toscan du Plantier en 2003
- Henri Salvador en 2008
- Patrick Saint-Éloi en 2010
- King Kester Emeneya en 2014
- Aldo Ciccolini en 2015
- Johnny Hallyday en 2017. Entre 2017 et 2019, une messe mensuelle est donnée en hommage au chanteur. Puis, jusqu'en décembre 2019, il s'agit de deux messes par an[11].
- Igor et Grichka Bogdanoff en 2022[12]
- Yves Coppens en 2022.

## Galerie

Extérieur
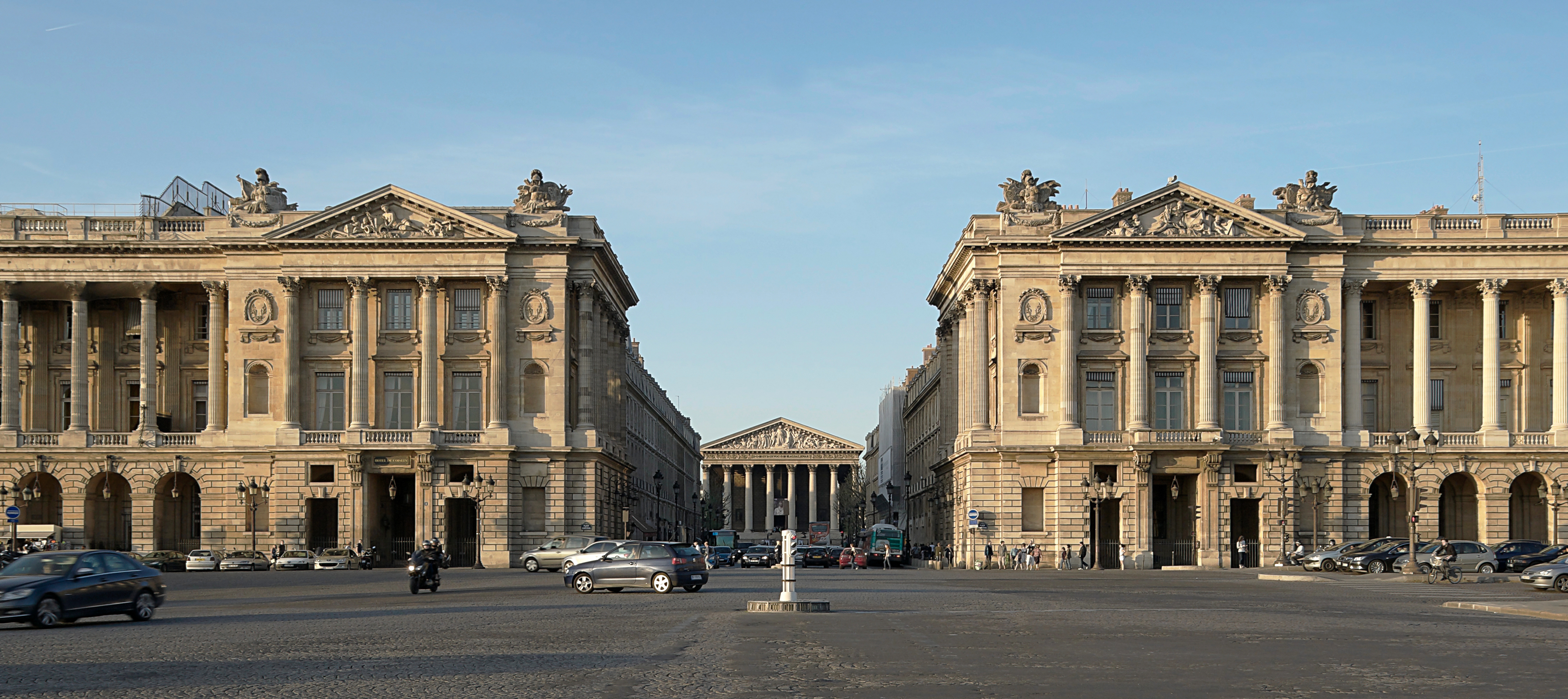
Façade sud dans la perspective de la rue Royale, depuis la place de la Concorde.
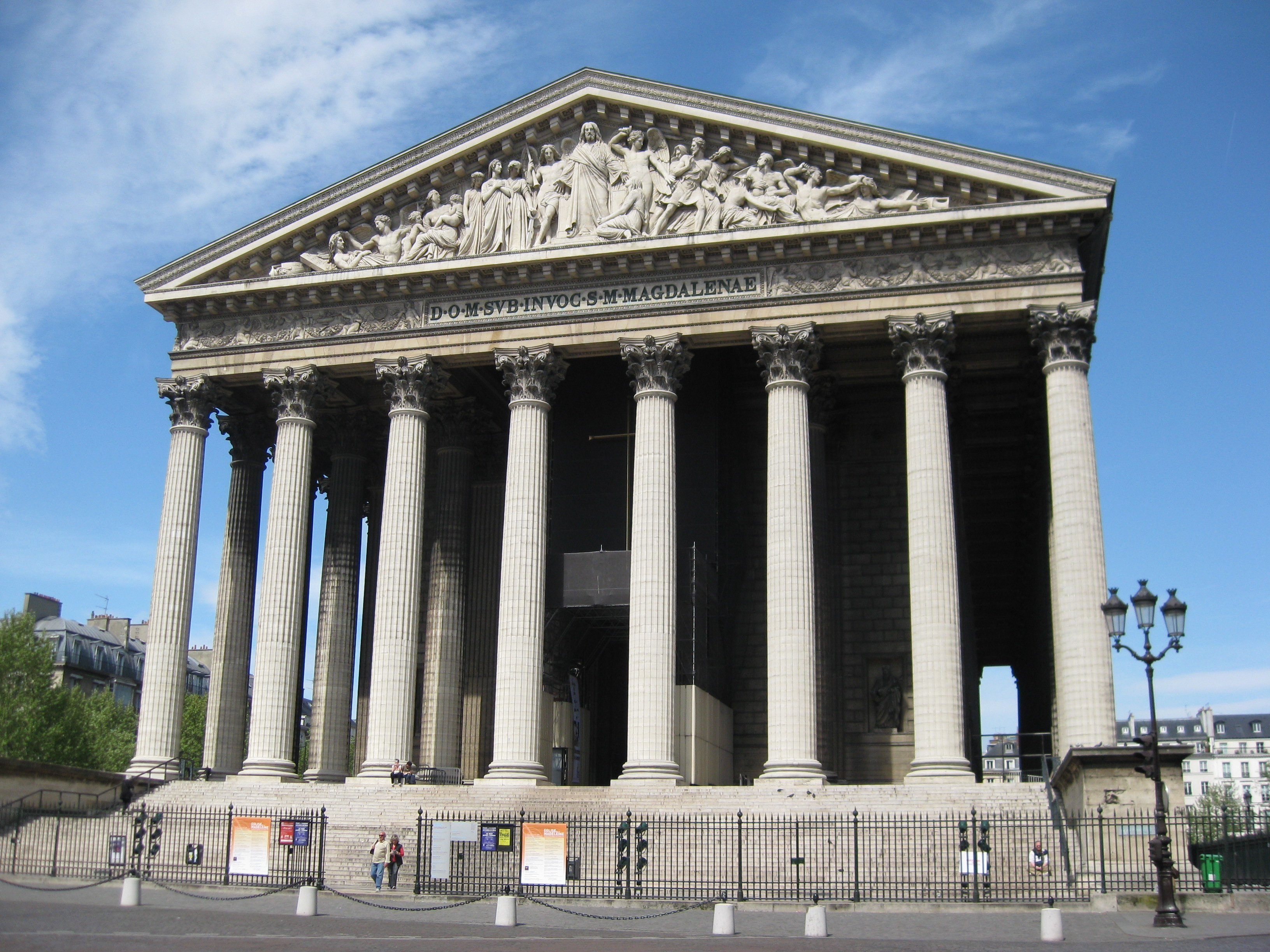
Façade sud.
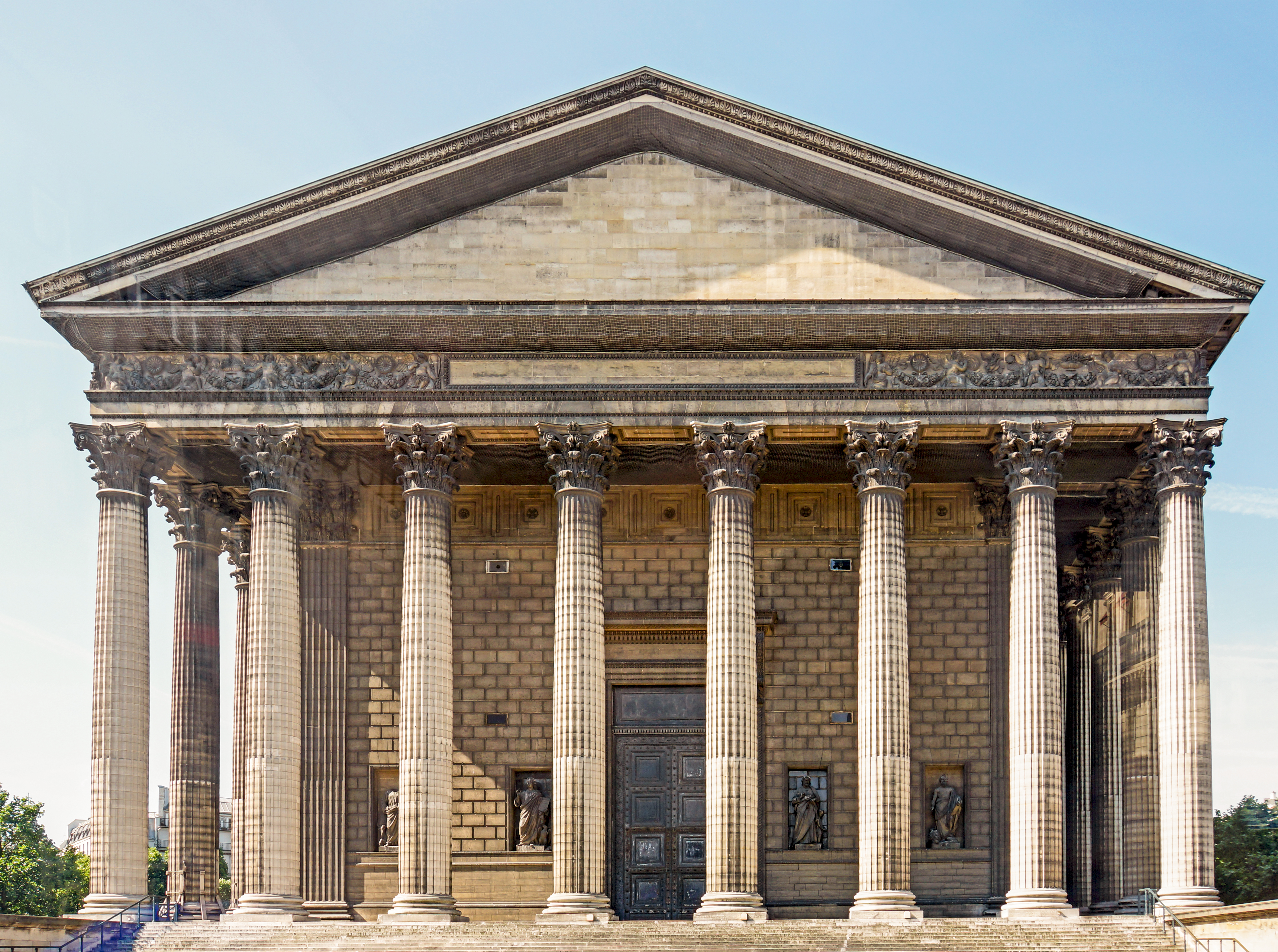
Façade nord.
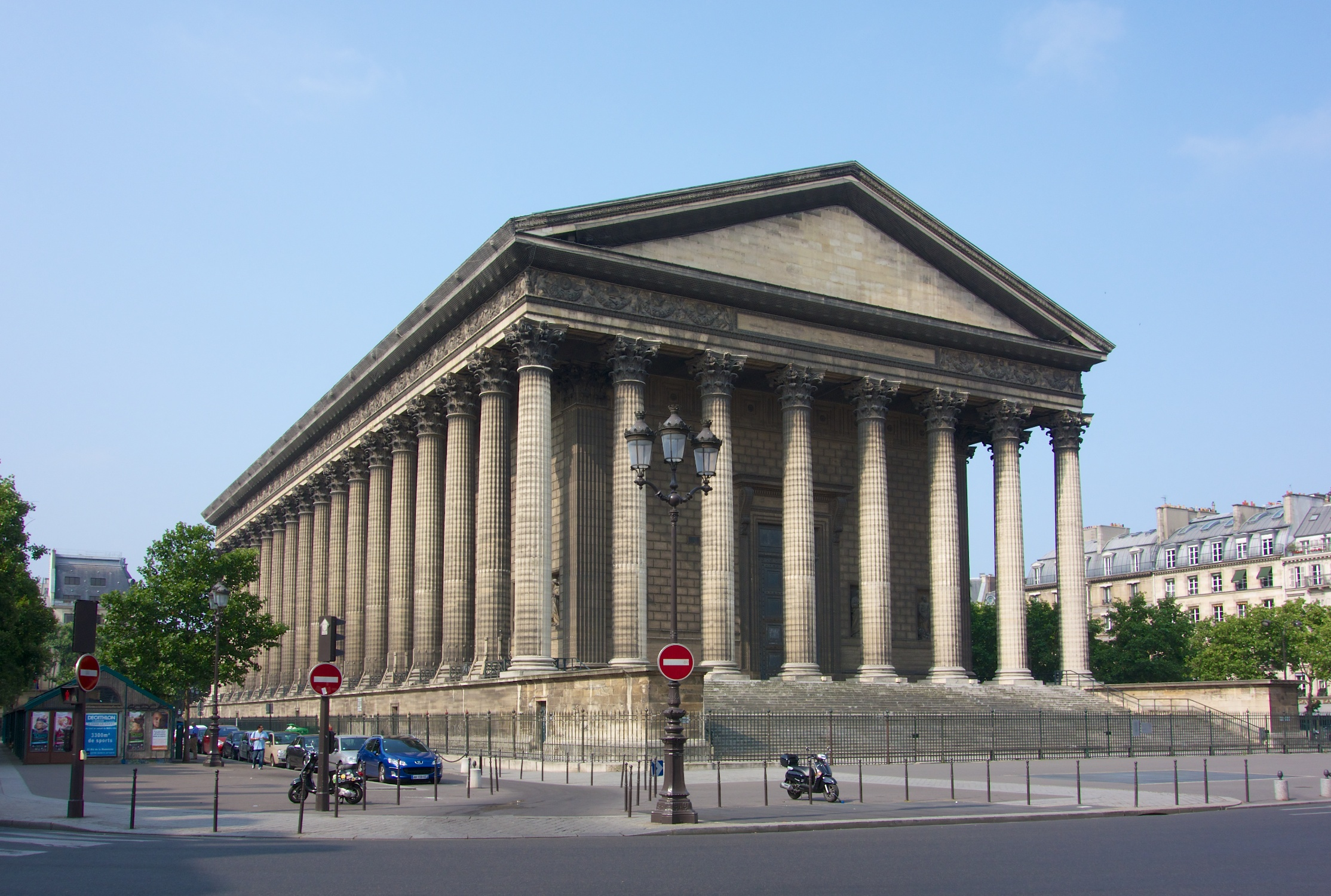
Façade nord et colonnade est.

Décoration, mobilier et patrimoine
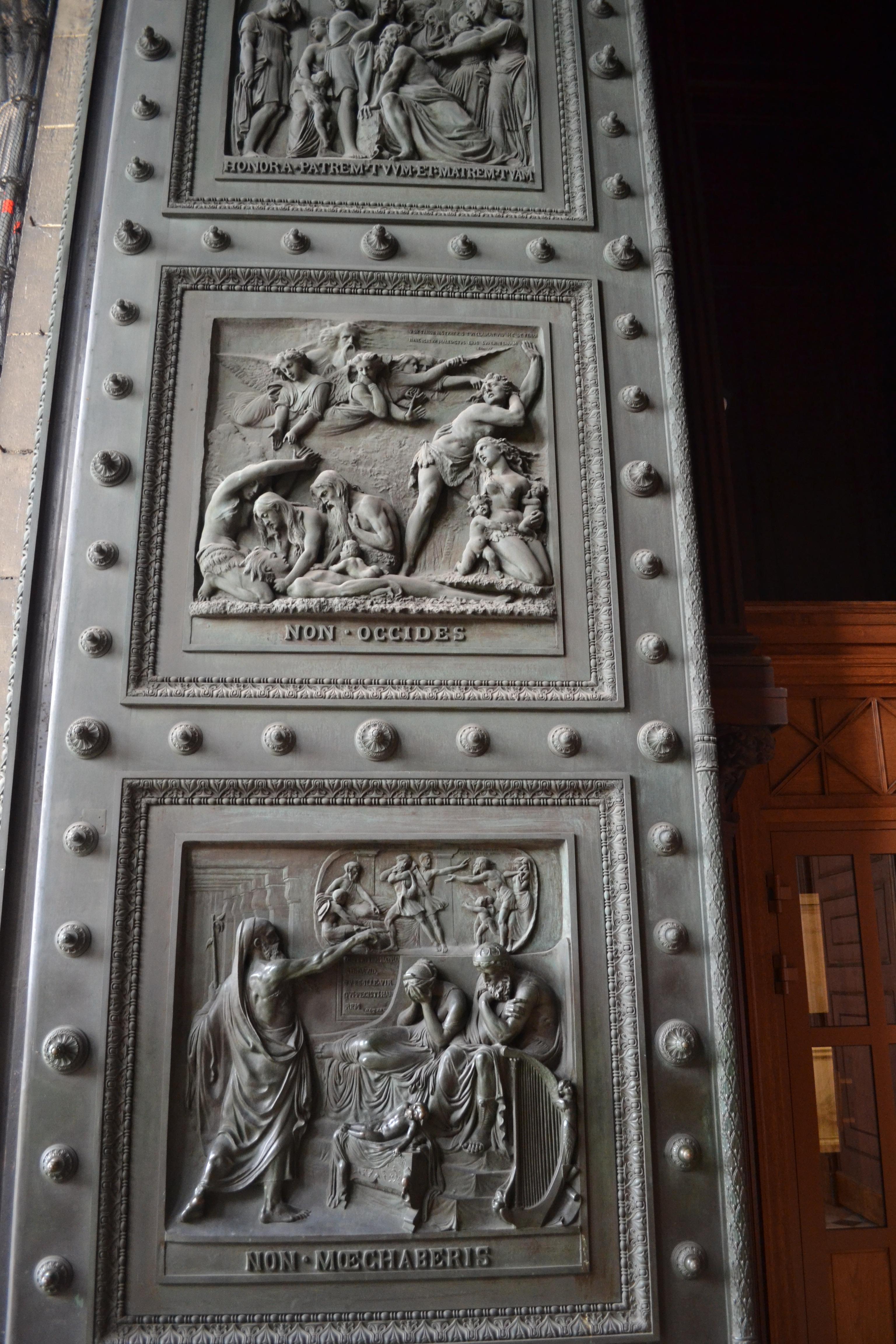
Reliefs de Triqueti représentant le Décalogue sur la porte en bronze de l'entrée principale.
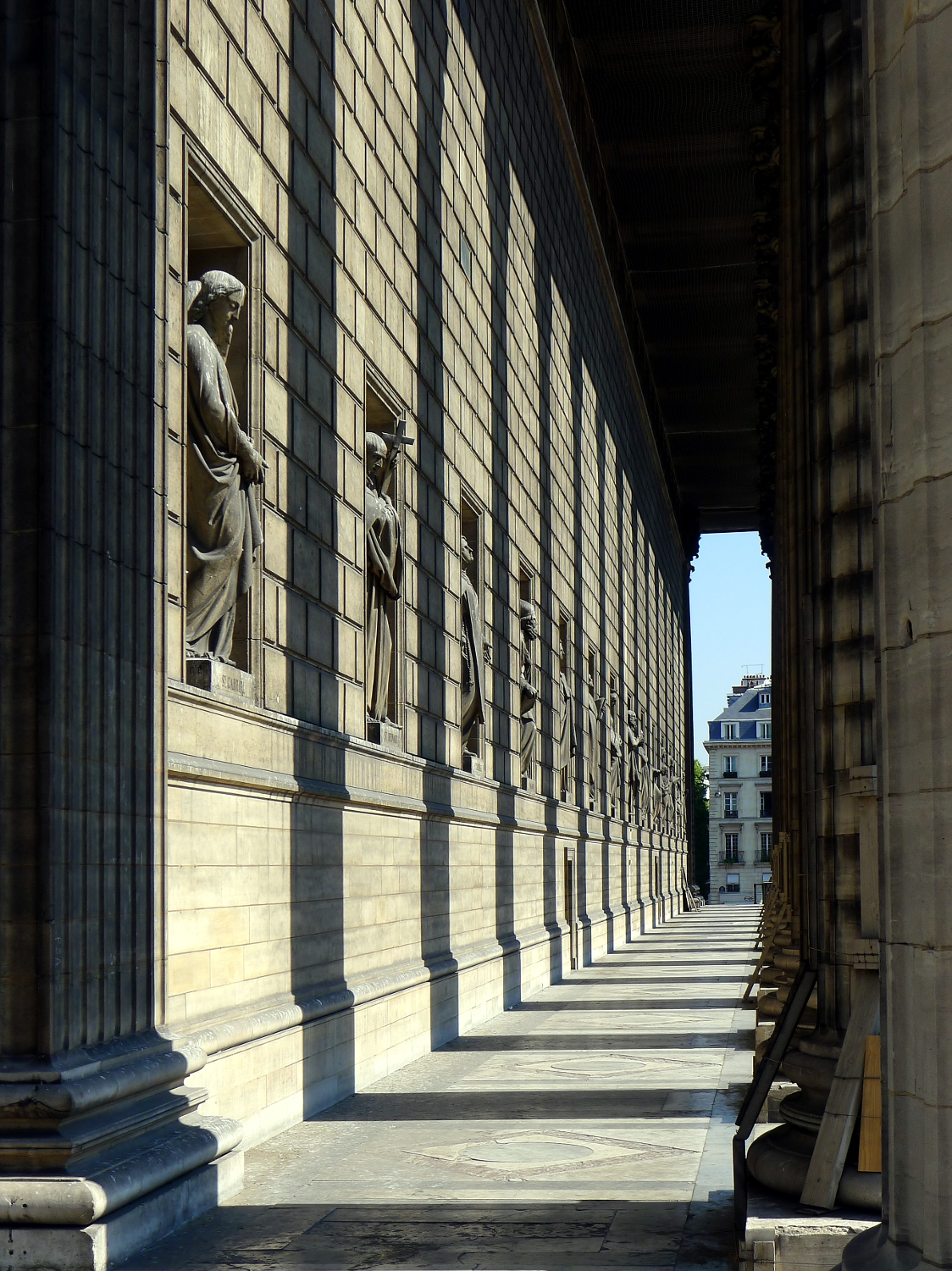
Portique côté droit, avec ses niches de statues de saints.
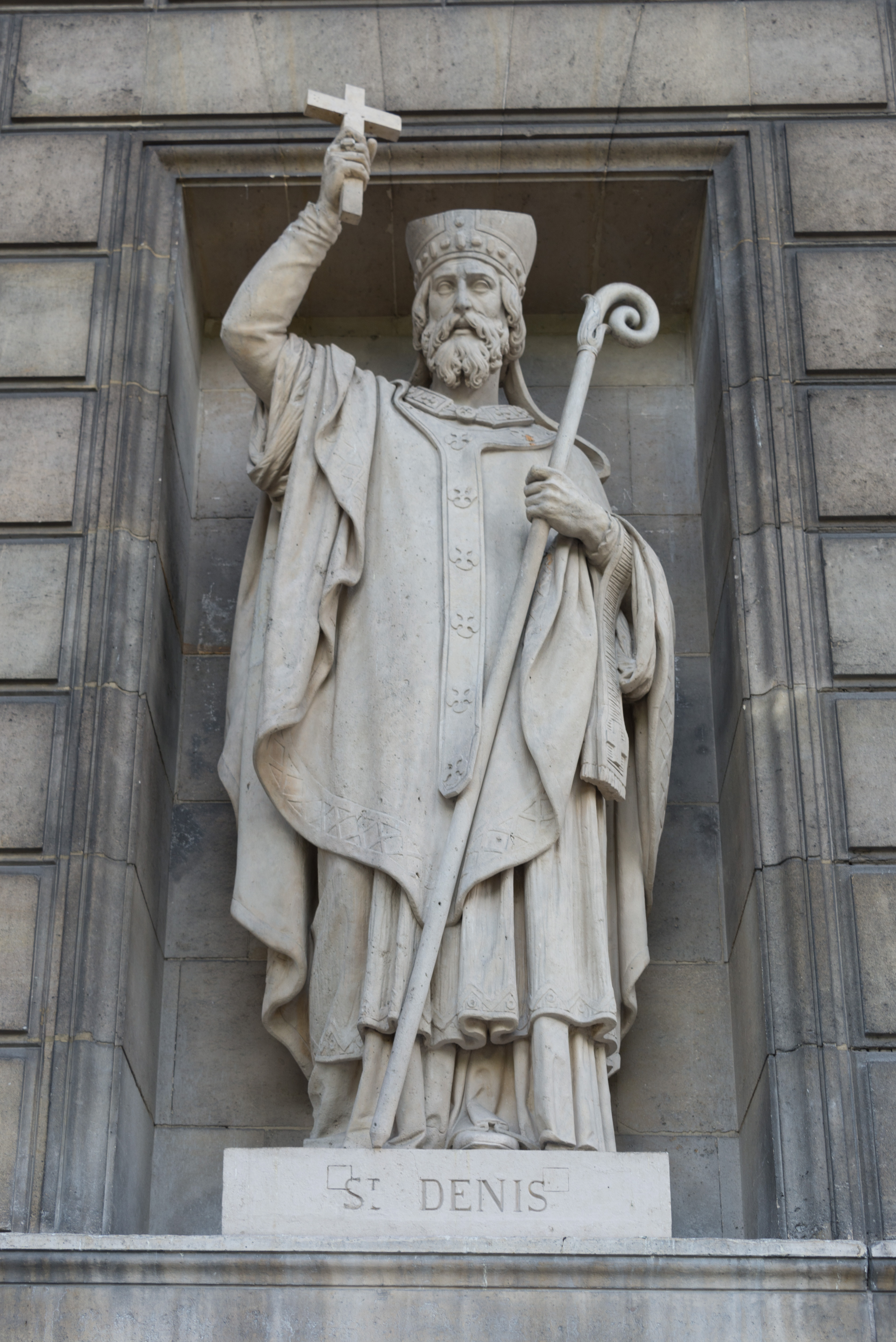
Statue de saint Denis.
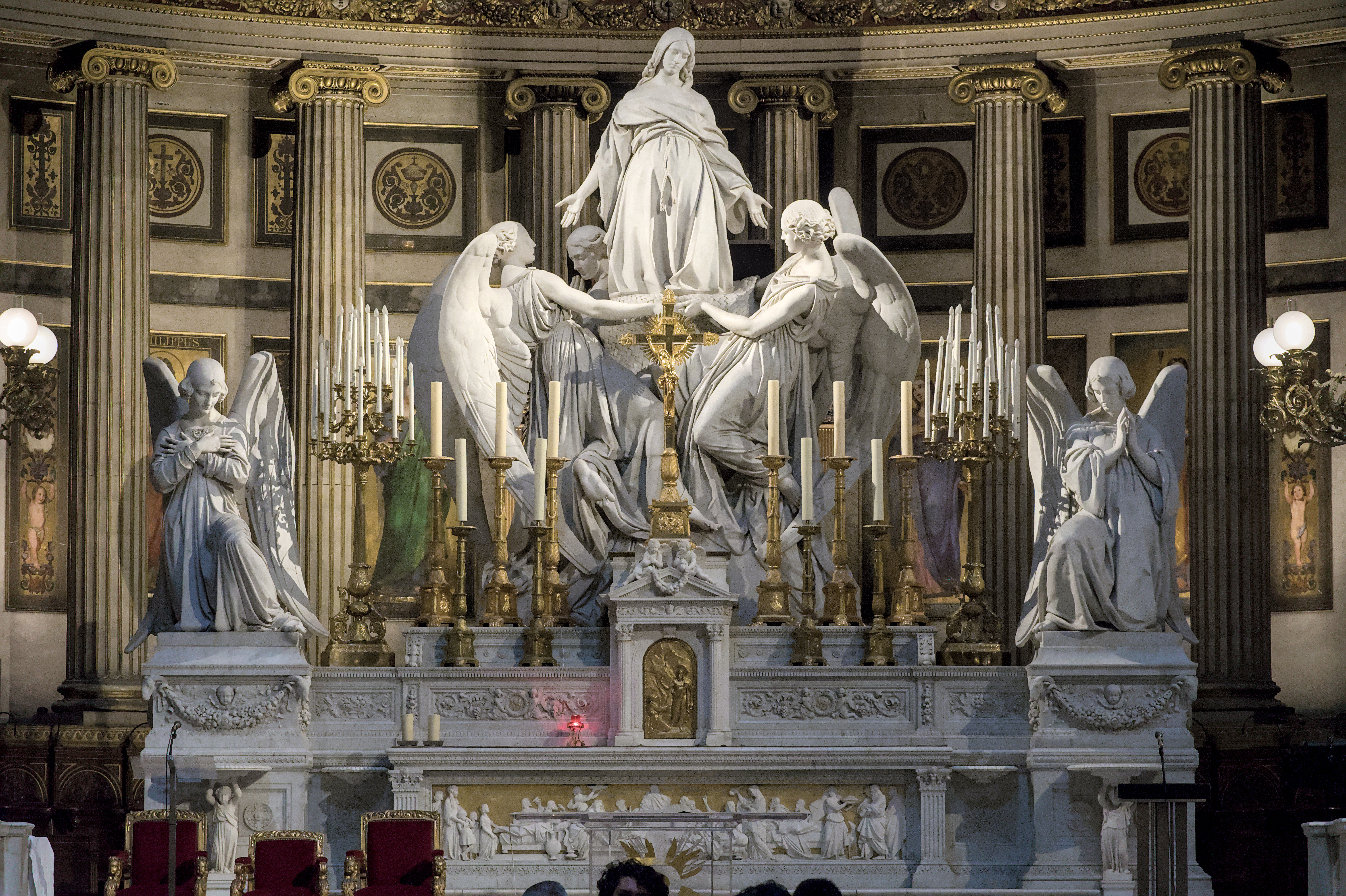
Maître-autel de l'église avec le groupe sculptural Le Ravissement de sainte Marie Madeleine.
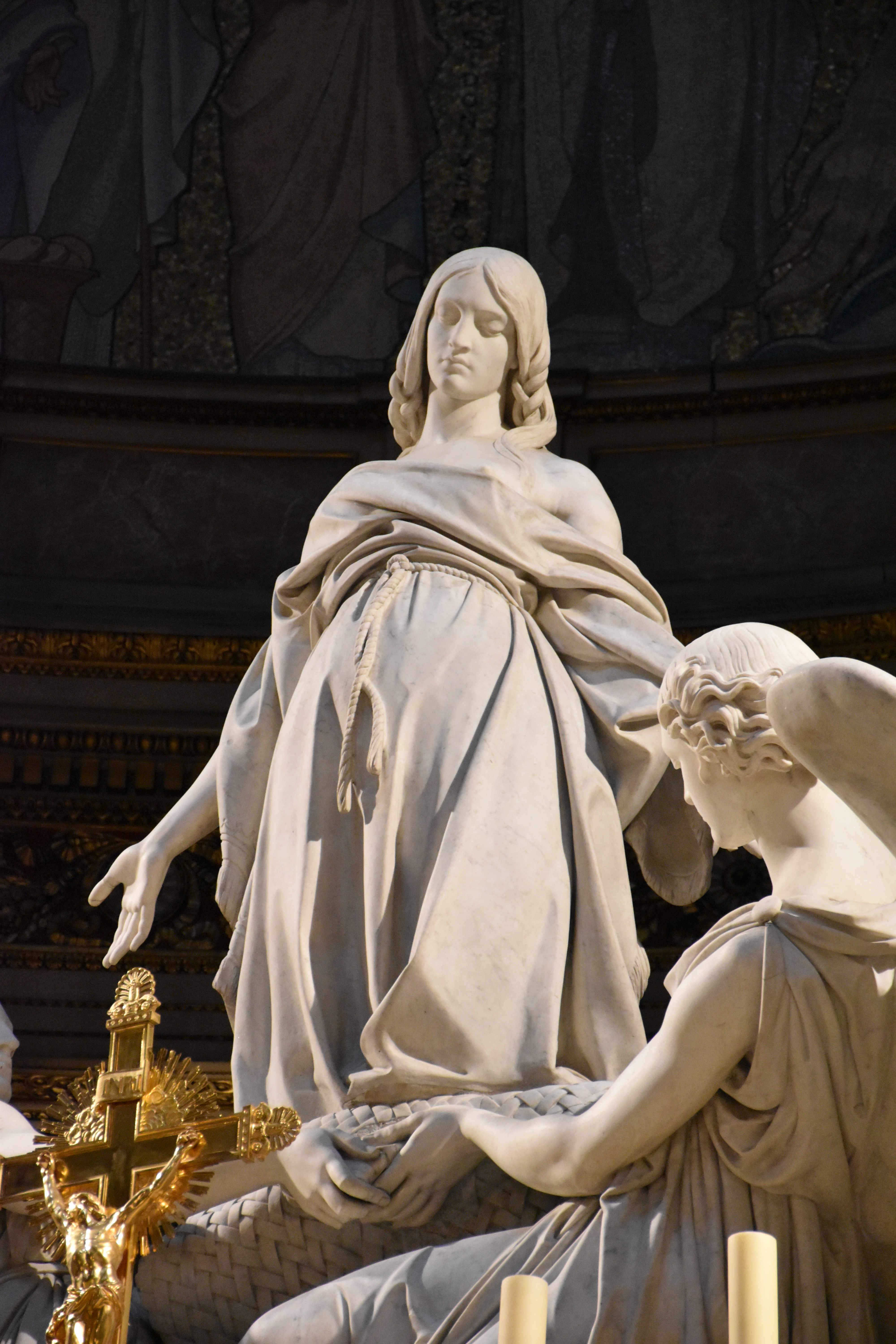
Marie Madeleine, détail du marbre du maître-autel de Marochetti après sa restauration en 2016.
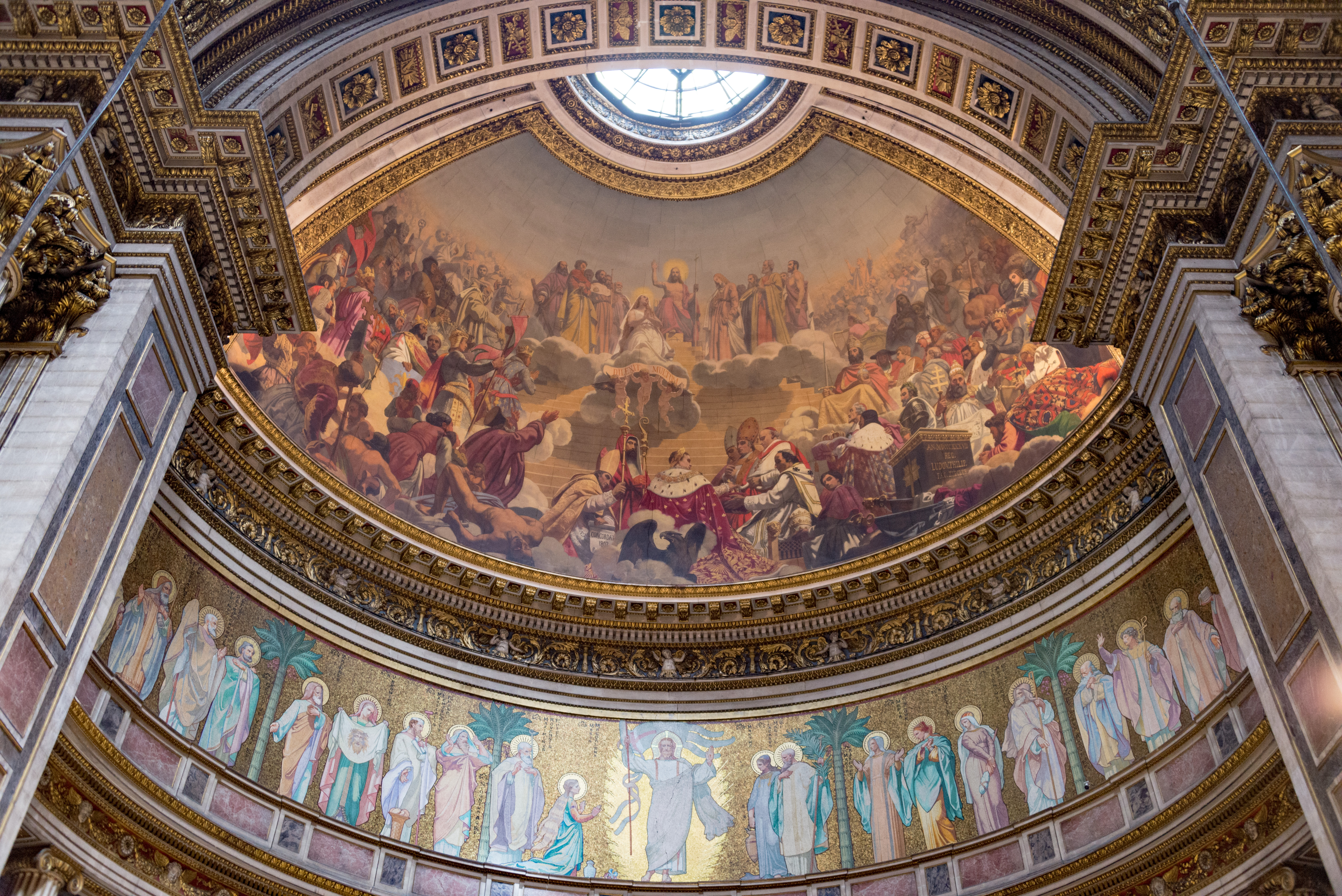
Fresque de Ziegler du cul-de-four du chœur.
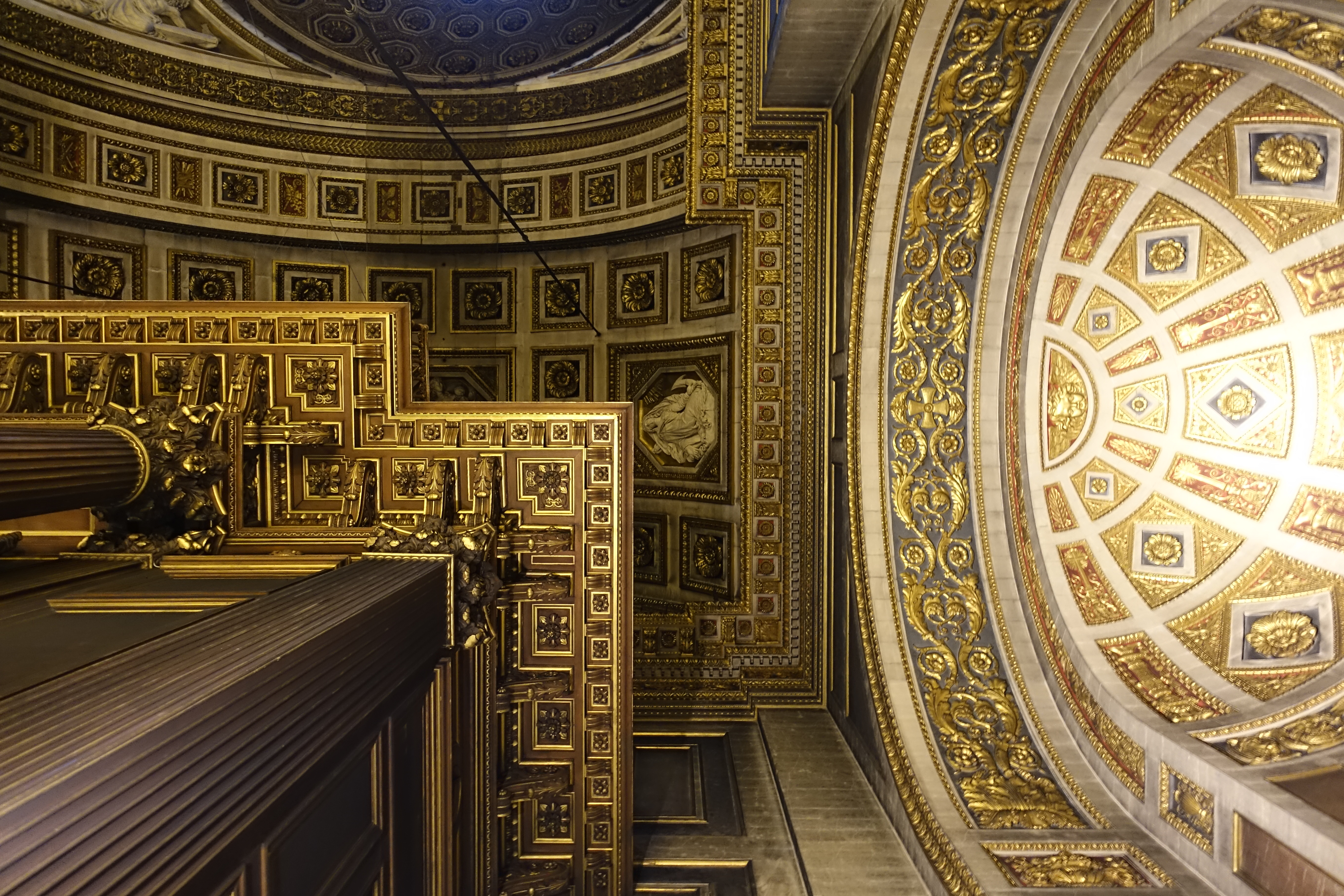
Colonnade ionique avant tribune du maître-autel, et plafond.
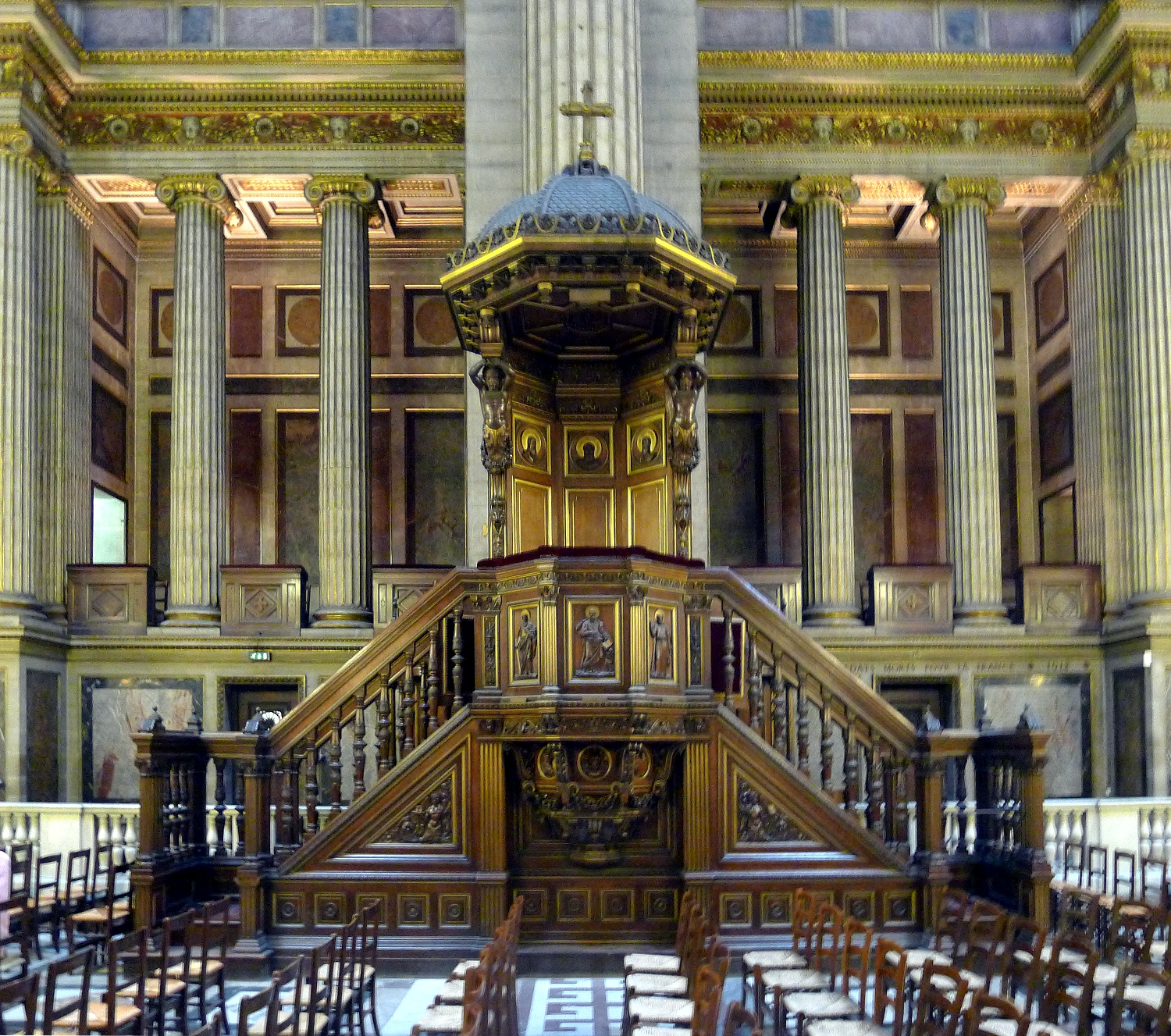
La chaire.
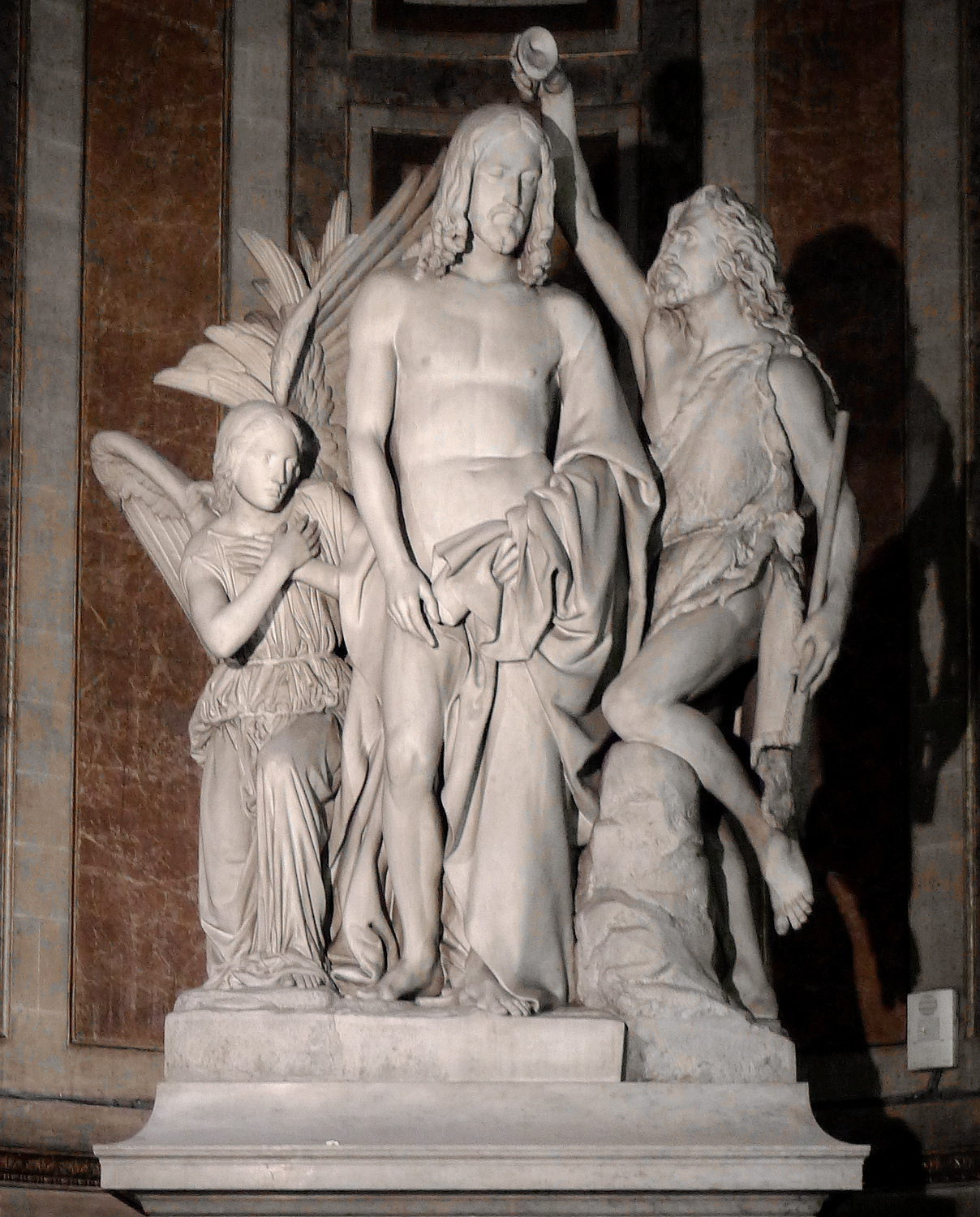
Statue du baptême de Jésus-Christ par saint Jean Baptiste.
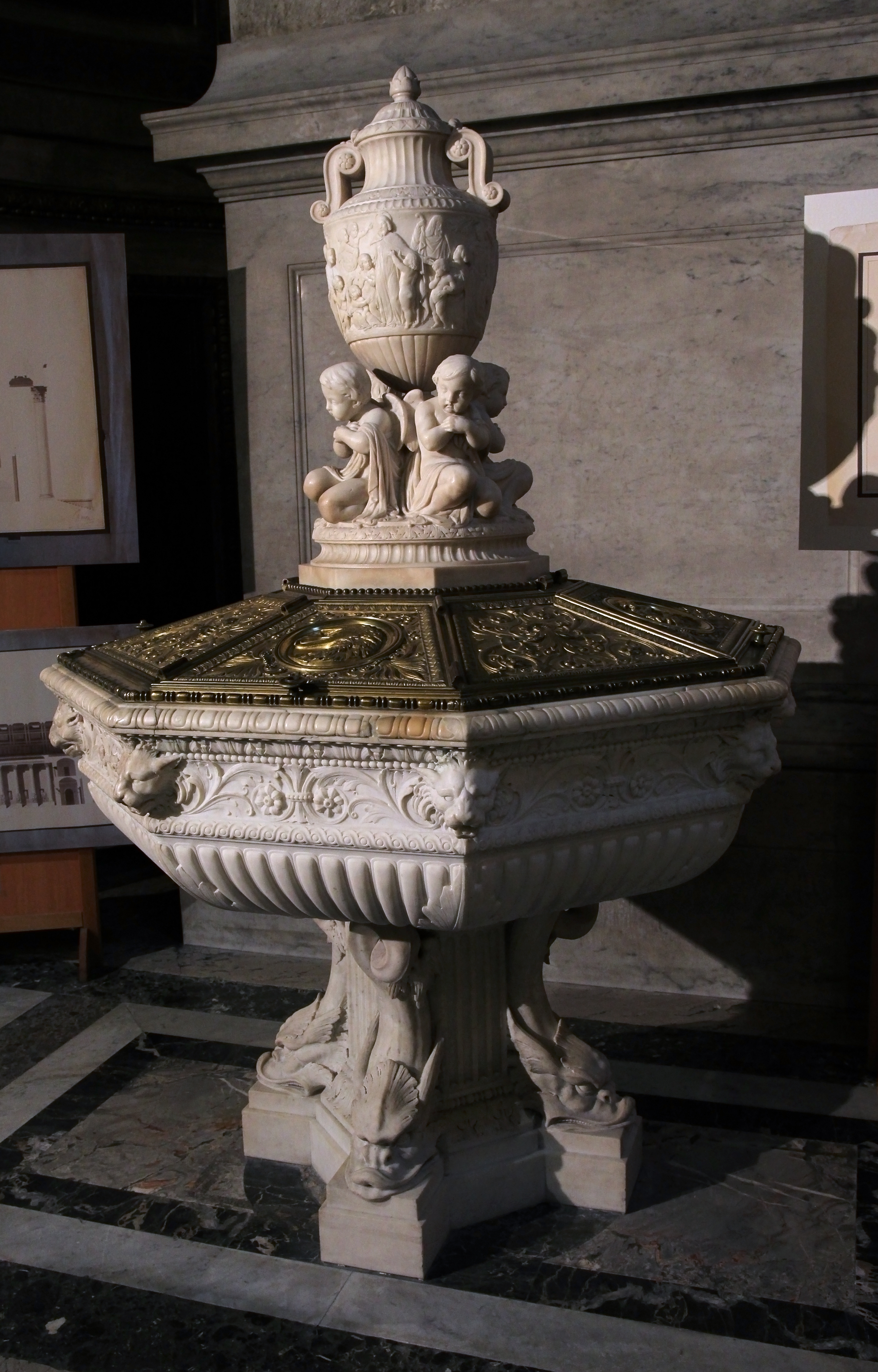
Fonts baptismaux dessinés par Huvé.
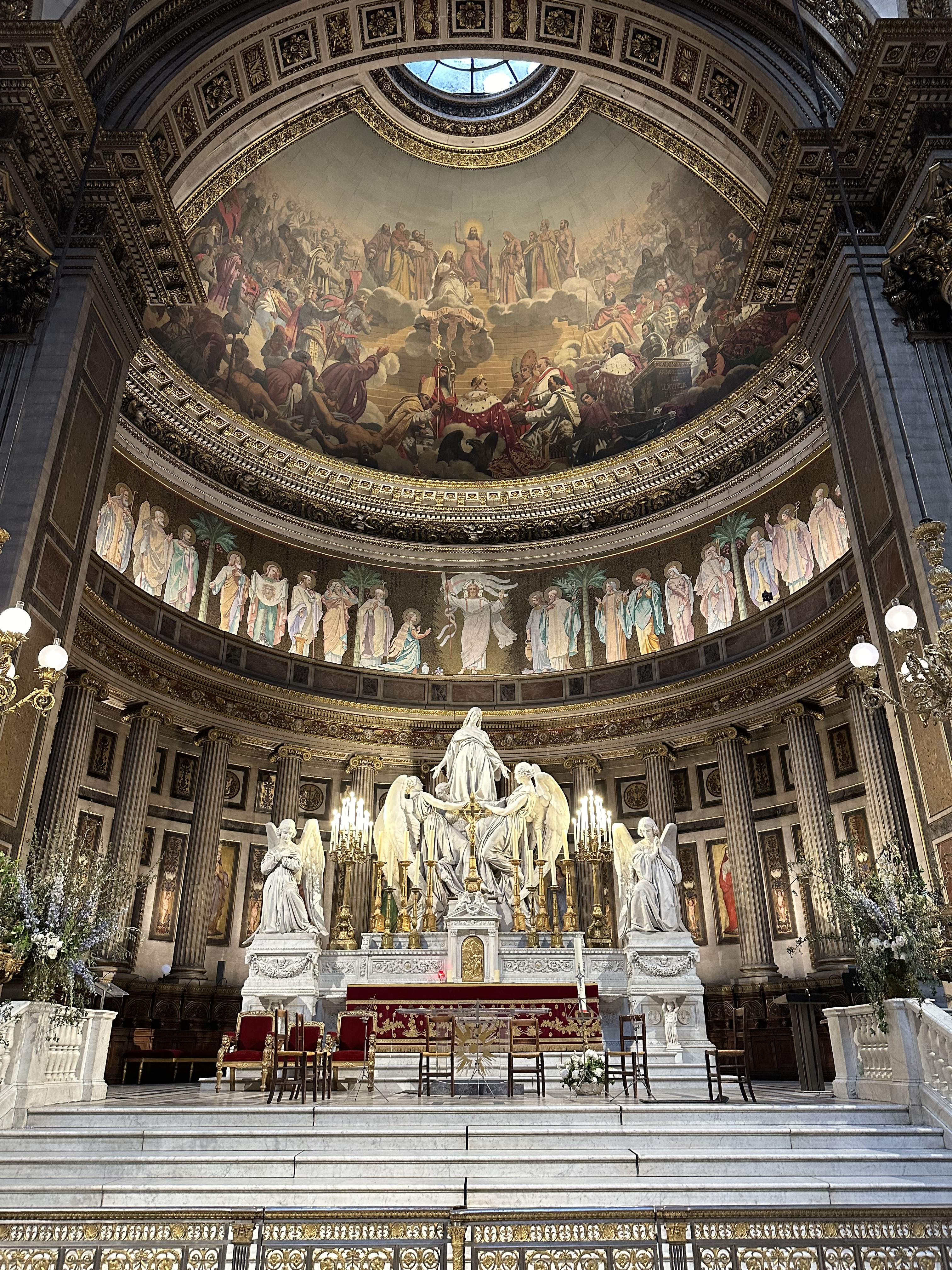
Le chœur et l'autel de l'église de la Madeleine.